# Liste der Kinos im Berliner Bezirk Treptow-Köpenick
Die Liste der Kinos im Berliner Bezirk Treptow-Köpenick gibt eine Übersicht aller Kinos, die jemals im Berliner Bezirk Treptow-Köpenick existiert haben oder noch existieren. In der Kinoliste sind die Ortsteile entsprechend der Grenzen der Bezirksreform 2001 beachtet: Alt-Treptow, Plänterwald, Baumschulenweg, Johannisthal, Altglienicke, Adlershof, Bohnsdorf, Oberschöneweide, Köpenick, Friedrichshagen, Rahnsdorf, Grünau, Müggelheim, Schmöckwitz. Die Liste wurde nach Angaben aus den Recherchen im Kino-Wiki aufgebaut und mit Zusammenhängen der Berliner Kinogeschichte aus weiteren historischen und aktuellen Bezügen verknüpft. Sie spiegelt den Stand der in Berlin jemals vorhanden gewesenen Filmvorführeinrichtungen als auch die Situation im Januar 2020 wider. Danach gibt es in Berlin 92 Spielstätten, was Platz eins in Deutschland bedeutet, gefolgt von München (38), Hamburg (28), Dresden (18) sowie Köln und Stuttgart (je 17). 
Gleichzeitig ist diese Zusammenstellung ein Teil der Listen aller Berliner Kinos und der Ortsteillisten.

## Einleitung
Der Bezirk im Osten der Großstadt bestand Anfang des 20. Jahrhunderts aus selbstständigen Orten, die 1920 zu Groß-Berlin eingemeindet wurden. Nach (aktuellen) Ortsteilen gab es acht Kinos im namensgebenden Treptow und drei in Niederschöneweide. Die Ortsteile Adlershof, Altglienicke und Bohnsdorf verfügten über je zwei Kinos und Baumschulenweg und Johannisthal über je eines.
In der Vergangenheit, vor dem Ersten Weltkrieg, bestanden in Köpenick elf, in Oberschöneweide sechs Kinos und drei in Friedrichshagen; in Grünau, Rahnsdorf und Müggelheim war es jeweils ein Kino. In den Ortsteilen Schmöckwitz und Plänterwald gab es keine Kinos.
Im Jahre 2000 wurde für Köpenick festgestellt: „Einwohner des flächenmäßig größten Berliner Bezirks müssen nicht selten 20 Kilometer und weiter fahren, um ins Kino zu kommen.[…] Das einzige Köpenicker Kino steht in Oberschöneweide: der Neubau Kinowelt mit fünf Sälen. Doch die dortigen gut 900 Plätze sind selten ausverkauft.“ Von den früheren fünf Lichtspielhäusern zwischen S-Bahn und Altstadt wurde das Forum nahe dem S-Bahnhof Ende 1998 überraschend geschlossen. „An der fast kinolosen Situation im Bezirk wird sich nichts ändern. Alle Pläne für einen Neubau schlugen fehl. So wollte der Bezirk an der Bahnhofstraße ein Multiplex-Kino haben. […] Sämtliche Großen der Branche […] hatten jedoch ihre Paläste längst in die City gesetzt.“
Im Bezirk sind per Ende 2016 sieben Filmspielstätten in Betrieb. In Adlershof das Casablanca, in Friedrichshagen seit 1912 das Union, sowie seit 1931 das Freiluftkino Friedrichshagen im Kurpark. Im Treptower Ortsteil Niederschöneweide besteht seit 1929 das Astra. Hinzu kamen seit den 1990er Jahren die Kinowelt Spreehöfe in der Wilhelminenhofstraße, auf der Treptower Abteiinsel das Insel-Kino. Und 1999 wurde gegenüber vom Parkcenter Treptow am S-Bahnhof Treptower Park ein Multiplex errichtet. In Köpenick wollte Ende der 1990er Jahre ein Investor ein Großkino in Bahnhofsnähe bauen, jedoch der Bezirk mochte hier keine Besucherkonzentration, das Kino sollte in Altstadt-Nähe entstehen, so gab es keinen Neubau.
Zur Kinogeschichte gehört es, dass in Johannisthal Filmstudios entstanden in Folge des Versailler Friedensvertrages, der den Bau von Flugzeugen einschränkte. In ehemaligen Werkhallen des Flugplatzes wurde am 20. Januar 1920 die Johannisthaler Filmanstalt GmbH eröffnet. Der Ingenieur Hackenberger hatte dafür einige Produktionshallen zum damals „größten Filmatelier der Welt“ umgebaut. Unter der folgenden Geschäftsführung des Ingenieurs Hanns Otto entwickelte sich eines der erfolgreichsten Filmstudios Deutschlands. Am 17. Mai 1946 übernahm die DEFA neben der Ufa diesen Tobis-Standort in Johannisthal.

## Kinoliste
| Name/Lage                                                           | Adresse                                  | Bestand | Beschreibung |
| ------------------------------------------------------------------- | ---------------------------------------- | --- | --- |
| Alhambra (Lage)                                                     | Alt-Treptow Puschkinallee 14             | 1925–1943 | Das Grundstück Treptower Chaussee 14 an der Ecke Elsenstraße 117 lag 1925 unmittelbar vor dem Eingang des Bahnhofs Treptow. Der Bahnhofszugang erfolgte vom Park her, der westliche Zugang lag hinter dem Kinogebäude. Der Kinoname Alhambra wurde in mehreren Ortsteilen Berlins und auch in verschiedenen anderen Städten für repräsentative Kinos genutzt. Friedrich Bley eröffnete die „Alhambra-Film- und Bühnenschau, Treptow“ mit 600–700 Plätzen, im Jahr 1928 sind noch 553 Plätze angegeben. Das Kino wurde täglich bespielt, Stummfilme von fünf Kinomusikern begleitet. Die Kennzeichnung als Film- und Bühnenschau erklärt, dass die Filmvorführungen auch mit Schauspielern ergänzt wurden. Ab 1929 wurde Jacob Reichert der Besitzer des „Alhambra“ und ließ es 1931 zum Abspielen von Tonfilmen technisch aufrüsten. Im Jahr 1933 pachtete Josef Geissel die Einrichtung und änderte den Namen auf „Alhambra-Treptow am Ringbahnhof“. 1934 war hier anstelle von Filmen die Kinderrevue Aladin und die Wunderlampe zu sehen, mit zwölf Personen, eigener Dekoration, Lichtapparaten und Kostümen. Ab 1936 übernahm Otto Buckwitz aus Berlin-Hermsdorf das Kino. Bei den Luftangriffen im Zweiten Weltkrieg 1943 wurde das Alhambra schwer getroffen, wodurch ein weiterer Betrieb unmöglich wurde. Nach dem Krieg wurde die Ruine beräumt. Durch die Teilung der Stadt entfiel ein Stück des historischen Straßenzugs. Die notwendige Änderung der Straßenführung vom Südosten durch Ost-Berlin wurde über die Elsenbrücke geführt und dabei das Grundstück teilweise überbaut. Am S-Bahn-Eingang an der Puschkinallee gibt es seitdem Verkaufskioske und eine Grünfläche. Vom ehemaligen Kino sind keine Baubezüge geblieben. |
| Alter Krug-Lichtspiele (Lage)                                       | Müggelheim Alt-Müggelheim 1              | 1946–1955 | Am westlichen Ende der ehemaligen Dorfstraße 1 (ab 1935 Alt-Müggelheim) befand sich 1943 die Gastwirtschaft „Alter Krug“ von Otto Sprecher. Wie in anderen Berliner Randgebieten wurde für die kulturelle Versorgung in den Nachkriegsjahren ab etwa 1947 im Tanzsaal dieser Gaststätte ein zweites Müggelheimer Kino mit 224 Plätzen eingerichtet. Als mit dem innerstädtischen Aufbau der Bedarf im abgelegenen Müggelheim sank, endete der Spielbetrieb in den 1950er Jahren. Nach Schließung der Gaststätte „Zum alten Dorfkrug“ blieb der Saal jahrelang ungenutzt, bis nach entsprechendem Umbau 1958 ein Konsum Selbstbedienungskaufhaus darin eröffnet wurde. Da dieses Gebäude zum denkmalgeschützten Ensemble „Dorfanger Müggelheim“ gehört, wurde nach 1990 das Gebäude denkmalgerecht umgebaut. Eine Gaststätte entstand anstelle des ehemaligen Dorfkrugs und in die Bauhülle des Tanzsaales (als Alt-Müggelheim 1a) wurde ein Geschäfts- und Wohnhaus gebaut. |
| Apollo-Theater ---- Lichtspielhaus, Stadtparkkino, Filmstern (Lage) | Köpenick Friedrichshagener Straße 1a     | 1913–1955 | „Ein weiteres Kino gab es an der Friedrichshagener Straße 1. Sein offizieller Name lautete ‚Apollo-Theater‘, doch der Volksmund nannte es nur ‚Zicke‘. An seiner Stelle stehen heute Wohnungsneubauten, das Kino wurde abgerissen.“ Der Neubau steht an einer stumpfen Ecke der Friedrichshagener Straße in Am Generalshof, gegenüber der Puchanstraße. Das eingeschossige Saalgebäude lag im Hinterhof. Ein schmaler Vorraum mit Kasse lag parallel zum Saal mit dem ersten Kino der Dammvorstadt. Auf der Karte von 1928 befindet sich in der Damm-Vorstadt auf dem Grundstück 1 eine Schmiede, die Hoffläche ist von Gebäuden eingefasst, zu denen auch Gaststätten und das Apollo-Theater gehörten. An der Mündung des Mühlenfließes in Die Alte Spree befand sich eine Wiese, auf der (wohl) die Köpenicker Anwohner ihre Ziegen weideten, was (wie in anderen Berliner Vororten) zum Spitznamen führte. Inhaber des „Neuen Lichtspielhauses“ (Lichtspielhaus Dammvorstadt) war der Gastwirt Max Raedler. Die Sitzkapazität des Kinosaals ist mit 250 Zuschauern angegeben. Als Georg Werner 1920 das Kino übernahm und tägliche Vorstellungen gab, nutzte er den Namen „Stadtpark-Kino“. Nach den Inflationsjahren ist Rosette Klein, geb. Zacharias, die Inhaberin des Lichtspielhauses „Am Stadtpark“. Die Besitzer wechselten häufig, wobei wohl das Kino im Weiteren bereits die Adresse Friedrichshagener Straße 1a trug. 1927 führte Siegfried Gottfeld das Kino als „Filmstern-Lichtspiele“, 1928 wurde Max Wolff Inhaber und 1929 Anna Ebbmeyer aus Friedrichshagen. Ab 1930 wurde Martha Hergstell aus Köpenick Inhaberin und benutzte im Kino-Adressbuch den Namen Apollo-Theater für ihr Kino. Sie brachte einen bogenförmigen Schriftzug über dem Einhanh zum Hof an mit dem von Glühlampen angestrahlten Schriftzug „Lichtspieltheater“, eine Fahne mit der Aufschrift „Kino“ ergänzte dies an der Ecke des Vorderhauses. Es hatte nun 260 Plätze und wurde täglich bespielt; als Gründungsjahr wurde 1913. 1934 übernahm Paul Krüger aus Berlin das Kino mit zunächst 271 (277) Plätzen, 1934 sollen 300 Zuschauer Platz gefunden haben. Nach seinem Tod wurde die Witwe Elli Krüger Kinobesitzerin. Das Gebäude mit dem Kino blieb unbeschädigt und wurde in den Kriegs- und Nachkriegsjahren noch bis 1955 (wohl von Frau Krüger) weiterbetrieben. Mit den Zerstörungen in der Innenstadt 1945 wurde wegen des Bedarfs an Kinos die Kulturstätten der Randbezirke wichtiger. Die Schließung 1955 erfolgte wohl wegen der zunehmender Baufälligkeit der Kinoräume. 1959 verblieb wegen eines Brandes nur eine Ruine. |
| Apollo-Theater Oberschöneweide (Lage)                               | Oberschöneweide Wilhelminenhofstraße 82c | 1908–1920 | Das 1906 erbaute Haus hat im Erdgeschoss zwei Ladengeschäfte und in den oberen drei Etagen (nach Sanierung mit Dachgeschoss) befinden sich Mietwohnungen. Die durch die Hofeinfahrt getrennten (Laden-)Räume (zweimal m × 12 m) dürften mit dem Bezug in dieser Funktion bestanden haben. Mit dem Neubau war der Spediteur Paul Schneider Hauseigentümer der Wilhelminenhofstraße 82b und 82c. Die Wilhelminenhofstraße wurde ab 1900 vorrangig an der Nordseite mit Mietshäusern bebaut und von den Arbeitern der entstehenden Industrie bewohnt. In der Wilhelminenhofstraße 82c befanden sich die „Apollo-Lichtspiele“ (Apollo-Theater). Das Kino war mit 165 bis 200 Plätzen angegeben und als Inhaberin Frau Auguste Schneider für das Ladenkino eintragen. Das Kinoadressbuch bezeichnet für 1920 Otto Brandenburg aus Berlin-Steglitz, das Berliner Adressbuch verzeichnet Ernst Brandenburg im Erdgeschoss von 82c. Er gibt als Gründungsjahr 1908 an. Im Zweiten Weltkrieg war die Umgebung kaum betroffen, so ist auch das Gebäude 82c erhalten geblieben. Das sanierte (mit ausgebautem Dachgeschoss) fünfgeschossige Haus 82c steht am Südrand der Straße neben den Industriegebäuden (Deutsche Niles-Werke AG). Im Erdgeschoss befinden sich zwei Ladengeschäfte an beiden Seiten vom Hauseingang, dieser bot seinerzeit die Durchfahrt zum Hof. Nach der bestehenden Situation könnte als „Apollo“ (wohl) ein Teil der den Hof begrenzenden Gebäudereihe (10 m × 25 m) an der rechten Seite in Betracht kommen. |
| Astra (Lage)                                                        | Johannisthal Sterndamm 69                | seit 1928 | Das Grundstück Sterndamm 69 liegt an der Ecke zum Königsheideweg. Die Kinoadresse lautete in den 1920er Jahren Parkstraße 26 und mit der Straßenumbenennung wurde ab 1934 das Eckgrundstück zum Königsheideweg 265/267 angegeben. Das Kino mit 510 Plätze hatte täglichen Spielbetrieb. Etwa ab 1924 wurden die ersten Filme bereits in der Gastwirtschaft „Bürgergarten“ vorgeführt. Die Lichtspiele im Bürgergarten sind mit 250 Plätzen und Inhaber Stechert notiert. Der „Astra-Filmpalast“ (Parkstraße 26) wurde 1928 von Johann Hoffmann eröffnet. Das Kino hatte 510 Plätze und bot tägliche Filmvorführungen. Die Bühne hatte eine Größe von 25 m² und vier bis fünf Kinomusiker waren eingesetzt. 1932 ließ Hoffmann als Geschäftsführer der „Johannisthaler Lichtspiel GmbH“ eine Tonfilmeinrichtung der Firma Kinoton installieren. Er erweiterte den Kinosaal 1939 auf 675 Sitzplätze. Den Krieg überstand das Kino leicht beschädigt, der Spielbetrieb wurde in Johannisthal mit 664 Zuschauerplätzen fortgesetzt. 1957 ließ der VEB Berliner Filmtheater als Betreiber das Gebäude umbauen. Dabei erfolgte die Umstellung auf moderne Kinotechnik Cinemascope. So wurde es zum modernsten Filmtheater im Bezirk Treptow restauriert und mit der Adresse Sterndamm 69 ausgebaut, so konnte es die Kinokrise überstehen. Die Wände des leicht ansteigenden Zuschauerraumes mit dichter, blockhafter Bestuhlung waren über einer dunklen Holzvertäfelung hell gehalten. Der Ausbau des Kinos steht (wohl) in Beziehung zum Neubaugebiet. Das Kino kam in der DDR zum Ende der 1950er Jahre (spätestens 1960) zum staatlichen Kulturbetrieb der VEB Berliner Filmtheater. Und bei deren Umstrukturierung zur Bezirksfilmdirektion Berlin. Die Privatisierung erfolgte nach dem Fall der Mauer 1990 durch Umwandlung zur BFD GmbH. Der Kinobetrieb ging so im Astra 1991 mit 372 Plätzen ungehindert weiter. 1992 übernahm Horst Köhler das Astra. Die „Köhler & Specht GbR“ richtete 1993 zusätzlich im Obergeschoss im ehemaligen Jazzclub einen zweiten Saal ein. In beiden Sälen wurde um 1995 Dolby Surround eingerichtet. Nach längeren Verhandlungen kaufte 1996 die Familie das Kino und investierte anschließend 7 Millionen Deutsche Mark. Eine moderne konkurrenzfähige Gestaltung erforderte den Abriss des alten Kinobaues. In der Zeit von Oktober 1997 bis August 1998 wurde es abgerissen. Es entstand als Multiplex-Kino der „Astra Filmpalast“ mit fünf Sälen. Diese sind mit Digital 3D-Projektion und dem Tonsystem Dolby Digital 5.1 ausgestattet. Die Platzkapazität ermöglicht im Saal 1 Plätze für 202 Zuschauer, er liegt im Erdgeschoss, jeder Kinostuhl hat harte Armlehnen, eine hohe Rückenlehne und einen eigenen Flaschenhalter und einen großen Reihenabstand. Saal 2 liegt im ersten Stock und 3 im zweiten Stock, beide mit 152 Plätzen. Da sie sich in die Länge ziehen, ist die Leinwand in den hinteren Reihen recht klein. Der Saal 4 im ersten Stock ist der größte des Kinos mit 249 Plätzen. Guter Sitzkomfort und großzügige Reihenabstand. Es ist der einzige Saal mit Vorhang, die große Leinwand hängt tief, so dass die Sicht durch den Vordermann eingeschränkt sein kann. Kino 5 ist mit 107 der kleinste Saal, er steigt nach hinten an und garantiert eine freie Sicht auf die abgerundete Leinwand. Der dreigeschossige, halbrunde Bau hat eine fast vollständig verglaste Front. Beim Eintritt in das Foyer wird der Besucher von Werbematerial geradezu erschlagen: Poster, Aufsteller und Zeitungsausschnitte wohin das Auge reicht. An der Kasse gibt es diversen Ermäßigungen für Studenten, Azubis und Rentner, die für ein Multiplex eher ungewöhnlich sind. Die Eintrittspreise für Erwachsene liegen von Donnerstag bis Samstag bei 8,00 Euro für 2D-Filme und 11,00 Euro für 3D-Filme. Der Montag ist Superspartag, am Dienstag und Mittwoch liegen die Preise bei 6,50 und 9,00 Euro. |
| AVO-Lichtspiele ---- Dor-Li (Lage)                                  | Müggelheim Gosener Damm 10               | 1945–1960 | 1945 wurde in der Ausflugsgaststätte „Sporthaus zur Großen Krampe“ an der Großen Krampe ein Kino mit 194 Plätzen zugelassen. In dieser Baracke wurden bereits während des Krieges Filme gezeigt. „Am 25. Juli 1945 erhielt Anton Vochezer vom sowjetischen Kommandanten in Müggelheim die Genehmigung zum Vorführen von Filmen in der von dem Gastwirt Rudolf Troppenz gepachteten Baracke im Garten der Gaststätte ‚Sporthaus zur Großen Krampe‘. In dieser Baracke wurden bereits während des Krieges Filme gezeigt.“ (Auskunft vom Müggelheimer Heimatverein, 20. März 2017) Diese Baracke war vom Vater und Erbauer der Gaststätte, Wilhelm Troppenz, 1896 von der Gewerbeausstellung im Treptower Park gekauft, zerlegt, nach Müggelheim transportiert und im Garten als Tanzsaal aufgestellt worden. Bis Mitte der 1950er Jahre befand sich auf dem Nachbargrundstück die Feuerwehr. Anton Vochezer aus Berlin-Müggelheim (Alsenzerweg 29) war Kino-Besitzer. An vier Wochentagen gab es eine, an sonntagen zwei Vorstellungen. Die Technikausstattung waren der Projektionsapparat „Viktoria IV“ und Verstärker von Klangfilm, dazu existierte ein Dia-Einrichtung. Für die Bühne von 7 m × 3 m × 1 m gab es eine Theaterkonzession. Der Kinobetrieb wurde durch die Witwe im Mai 1960 eingestellt. Ab 1960 wurde die Gaststätte an die HO zwangsvermietet und das Kino wurde von der Witwe Vochezer aufgegeben. Vom WBA (Wohnbezirks-Ausschuss) der Nationalen Front in Zusammenarbeit mit der Abteilung Kultur des Rates des Stadtbezirks Köpenick, wurde in der „Alten Schule“ von Müggelheim der „Dorfklub Müggelheim“ eingerichtet und betrieben. Der Dofklub übernahm die Kinotechnik und betrieb von 1960 bis 1965 die „Dorf-Lichtspiele“ (Dor-Li) in den Räumen der ehemaligen AVO-Lichtspiele. Die Platzkapazität betrug etwa 350 Sitzplätze. Die Bestuhlung waren einfache Kinoklappsitzen und es gab keine ansteigende Ebene für bessere Sicht zur Leinwand über den Vordermann, als Heizung existierte ein großer eiserner Ofen. Im „DorLi“ wurden an zwei Tagen der Woche Filmvorführungen gegeben. Nach dem Filmprogramm der Berliner Zeitung begannen die Filmvorführungen am 9. Dezember 1960 und das Programm wurde letztmals am 17. Dezember 1965 angekündigt. Das Gasthaus an der Großen Krampe wurde Ende der 1960er Jahre abgerissen. Ab 1967 übernahm der „Angelverein Große Krampe“ die Baracke als Bootshalle und Vereinsheim bis zum heutigen Tage. Um 1990 entstand auf dem Grundstück eine Wohnanlage mit Bootsanleger an der Großen Krampe. |
| Bali (Lage)                                                         | Köpenick Bahnhofstraße 35                | 1933–1964 | 1933 wurde das „BaLi“, für Bahnhofs-Lichtspiele in der Bahnhofstraße 35 von der Johannisthaler Lichtspiel GmbH eröffnet, der Geschäftsführer im Haus war Johann Hoffmann. Das (wohl) neu erbaute Kino bot Plätze für 578 Zuschauer. Es lag in einer eingeschossigen Ladenzeile, durch einen Durchgang gelangte der Zuschauer in den Vorraum mit Kasse und an beiden Seiten des Foyers über Treppen in den Saal. Ein Umgang umschloss den Stuhlblock, das Personal trug einheitliche Kleidung mit der Aufschrift Bali. Es gab eine Bühne von 33 m², für das Abspielen von Tonfilmen bestand eine Tonfilmeinrichtung von Kinoton, und dazu eine mechanische Musik-Anlage zur Untermalung von noch vorhandenen Stummfilmen. Das Kino lag keine 100 Meter vom Bahnhof entfernt. Um 1936 ging das Bali an die Vereinigte Lichtspiele Walter Feindt & Co. KG. Im Bali gab es täglich Filmvorführungen. Das Kino überstand die Kriegsjahre und wurde nach dem Krieg von der Walter Feindt & Co. KG weitergeführt, Lage und Zustand des Bali sorgten für Zulauf, so wurden oft mehr Karten verkauft als es Bestuhlung gab. Die Folge waren Stehplätze für späte Zuschauer in den Seitengängen Für 1950 ist im Kino-Adressbuch das Bali von Walter Feindt mit 558 Plätzen und einer Bühne mit Theaterkonzession genannt. An den Wochentagen gab es zwei am Samstag drei und am Sonntag vier Vorstellungen. Das Bali zeichnete sich dadurch aus, dass auf dem Vordach eine Rückpro-Bildwand installiert war, auf welcher Dias gezeigt wurden. Am Ende der 1950er Jahre übernahm der VEB Berliner Filmtheater alle verbliebenen privat geführten Lichtspielhäuser, so auch das Bali. Später wurden im Bali Statisten für DDR-Fernsehfilme ausgesucht. Das Kino wurde im Juni 1964 geschlossen, als die Zuschauerzahlen trotz der Beliebtheit sanken. Ab 1966 wurde es ein Aufnahmeatelier der DEFA. Das Gebäude auf dem Grundstück Bahnhofstraße 35 stand noch bis Anfang der 1990er Jahre, musste jedoch weichen als das 1997 eröffnete Einkaufscenter „Forum Köpenick“ (Bahnhofstraße 33–38) errichtet wurde. |
| Capitol (Lage)                                                      | Adlershof Dörpfeldstraße 29              | 1918–1990 | Im Vorort Adlershof eröffnete 1918 nach dem Krieg Hans Kuhlbrodt aus Cöpenick ein Filmtheater mit 400 Plätzen unter dem Namen „Union-Theater“. Der Kinostandort (damals) Bismarckstraße 29 lag an der Straßensüdseite nahe dem Marktplatz, im Haus von Kaufmann Thiel mit der Gastwirtschaft von A. Lau gab es vier Mieter. Für 1920 gibt das Kino-Adressbuch bereits die Angabe „nicht im Betrieb“ vor. Da der spätere Inhaber Hermann Zacher aus Eichwalde im Adressbuch 1933 als das Jahr der Eröffnung des „Capitols“ nannte, fand das Filmangebot (wohl) in den Gasträumen von Lau statt, während Kuhlbrodt das Projektionsgerät stellte. In den 1920er Jahren besteht kein Hinweis weiter auf Filmvorführungen, während die Gastwirtschaft durchgehend bestand. 1933 eröffnete der Kinounternehmer Hermann Zacher aus Eichwalde in der Bismarckstraße 29 das „Capitol“ mit 600 Plätzen, wobei der Saal der Gaststätte aus- oder umgebaut worden war. Das dreigeschossige Mietshaus besaß eine Hofdurchfahrt an der linken Seite und rechts ist das Haus 27 angebaut. Die Grundstückstiefe betrug 150 Meter zur Radickestraße, die umbaute Fläche reichte von der Straße 50 Meter nach hinten. Das Kino besaß eine Bühne von 45 m² Fläche und es gab sowohl eine mechanische Musikanlage als auch die Tonfilmeinrichtung von Klangfilm. Damit war das Kino auf dem Stand der Technik und geeignet für tägliche Vorstellungen mit Stumm- und Tonfilmen. Zacher ist in den 1940er Jahren mit Wohnung in Grünau genannt, er blieb Kinobesitzer die Kriegsjahre hindurch. Das Gebäude blieb erhalten und so konnten die Kinovorstellungen im Capitol in den Nachkriegsjahren mit 593 Zuschauerplätzen fortgesetzt werden. Die Lage von Adlershof im sowjetischen Sektor von Berlin bedingte, dass die Verwaltung von der „Sovexportfilm GmbH“ (N 58, Milastraße 2) geführt wurde. Im Mai 1951 wurde die Bismarckstraße in Dörpfeldstraße umbenannt, ohne Änderung der Hausnummern. In den 1950er Jahren erfolgte die Weiterführung des Capitol in der Dörpfeldstraße durch den „VEB Berliner Filmtheater“. Dieser volkseigene Kulturbetrieb wurde in den 1970er Jahren zur Bezirksfilmdirektion Berlin umstrukturiert, die auch das Adlershofer Capitol verwaltet und mit täglichen Vorstellungen betrieb. Das Kino besaß noch 420 Sitzplätze und hatte seinen Bestand wohl der Lage in Adlershof zu verdanken. Nach dem Fall der Mauer wurden die Kinos der Bezirksfilmdirektion in die BFD GmbH (Gleimstraße 32–35, 1058 Berlin, als Besitz der) übernommen, wobei das Capitol zunächst im Oktober 1990 geschlossen, aber noch bis 1993 verwaltet wurde. Das Gebäude in der Dörpfeldstraße stand anschließend etliche Jahre leer, ein Betreiber für das Kino konnte nicht gefunden werden. Um 2005 hat der Investor und Ingenieur Michael Weltzer hat mit seinem Partner Gert Menzner das dreistöckige Gebäude zusammen mit dem Haus 27 erworben und es nach Vorschlägen des Projektentwicklers Kai-Uwe Blietz zu einer Markthalle umgestalten lassen. Am 15. November 2007 eröffnete die Markthalle Capitol. Seither standen im ehemaligen Kinoraum 40 kleine Marktstände zur Verfügung („Warenhaus der Sinne“) und es gab ein Fitnesszentrum mit Ernährungsberatung, sowie eine Sauna mit Dachterrasse. Für den Hofbereich war langfristig ein Sommernachts-Kino angedacht. Der Umbau zur Markthalle erfolgte für 3,5 Millionen €, das Konzept hielt sich allerdings nicht sehr lange. |
| Capitol Friedrichshagen ---- Film-Palast, Stadt-Theater (Lage)      | Friedrichshagen Bölschestraße 113        | 1918–1967 | Am Marktplatz von Friedrichshagen befand sich an der Südwestecke zur Kirchstraße das Theater- und Saalgebäude auf dem Grundstück Friedrichstraße 112. Für 1918 ist „Lerches Theater- und Lichtspielsaal“ mit 600 Plätzen angegeben, Inhaber war die „Witwe Aug. Lerche & Söhne“. 1920 wurde das Kino mit 500 Sitzplätzen als „Lichtspiele Bürgersäle“ täglich von Karl Sommer aus Friedrichshagen und Max Hohmuth aus Berlin bespielt. Für 1921 gab der neue Besitzer Vereize sogar 900 Plätze für den „Filmpalast“ an. Aus den Angaben im Kino-Adressbuch ergibt sich ein häufiger Inhaberwechsel, wobei die Zusätze zum Namen Film-Palast auf die weitergehende Nutzung verweisen: 1924 sind Hans Schulz und Adolf Reinhold aus Berlin die Inhaber, 1925 ist für den „Film-Palast, Bürgersäle am Marktplatz“ Marie Krage für 500 Zuschauer, 1928 A. Krage für den „Film-Palast im Stadttheater“ zuständig mit seinem Direktor Ernst Hilliger, er gibt als Jahr der Eröffnung seines Kinos 1923 an. Dieses Jahr gaben auch Curt Haupt und S. Liebling 1929 und 1930 für das „Stadt-Theater“ an. Bei einer Kapazität für 600 Zuschauer wurden täglich Filmvorführungen gespielt. 1931 sind für das Kino im Stadttheater Anton Nagel aus Friedenau und Franz Dietrich aus Berlin S 59 die Besitzer, es wurden im Weiteren bis 1937 wurde drei bis vier Tage je Woche gespielt, 650 Plätze. Unter ihrer Führung wird im Stadttheater 1931 die Tonfilmeinrichtung von Kinoton installiert. Schließlich übernahm 1937 Walter Feindt auch dieses Friedrichshagener Kino im Verwaltungsbezirk Köpenick, er vergab den Namen „Capitol“. Als Inhaber des Capitols waren Walter Feindt und Karl Lange aus Berlin-Köpenick angegeben, die das 548-Plätze-Kino ab 1938 auch wieder täglich bespielten. Die vorhandene Bühne hatte eine Größe von 50 m² und wurde (wohl) auch für Zusatzvorstellungen der Art Filmschau und Varieté genutzt. 1947 sollte die Friedrichstraße in Wilhelm-Bölsche-Straße umbenannt werden, durchgesetzt und amtlich bestätigt wurde die verkürzte Form auf Bölschestraße. Zum gleichen Zeitpunkt wurde die Kirchstraße zur Aßmannstraße umbenannt. Das Friedrichshagener Theater war im Krieg unbeschädigt geblieben und so wurde der Kinobetrieb in den Nachkriegsjahren unbehindert fortgesetzt. Jedoch führt auch hier die Kinokrise mit sinkenden Besucherzahlen zur Schließung. Das „Capitol“ am Markt Friedrichshagen machte wie die benachbarte Tanz Diele einer Kaufhalle Platz. Es gab Pläne, dort wieder ein Kino zu etablieren, aber aus diesen Vorhaben wurde nichts. Die Kaufhalle Aßmannstraße 55 wurde zum Einkaufscenter Bölschestraße 113 mit dem Parkplatz entlang der Aßmannstraße. Verblieben ist in der Bölschestraße 69 das Kino „Union“. |
| Casablanca ---- Central (Lage)                                      | Adlershof Friedenstraße 12               | seit 1912 | Die Straße wurde Ende der 1880er Jahre angelegt, sie liegt als südöstliche Querstraße an der Dörpfeldstraße (damals Bismarckstraße), Adlershof gehörte zum Kreis Teltow und 1912 hatte es 11.405 Einwohner. 1913/5642: Auf dem Eckgrundstück Friedenstraße 12/13 und Radickestraße 34 wurde 1903 ein Wohnhaus erbaut, das 1912 dem Architekten Wandrey aus Neukölln gehörte. In den Räumen der ungenutzten Gastwirtschaft im Erdgeschoss wurden ab 1912 die ersten Kinovorstellungen im Ladenkino gegeben. Das Foyer samt Kasse und der Vorführraum im Erdgeschosses des Filmtheaters lagen auf der gesamten Fläche des Vorderhauses. Der der rechteckige und schlichte Kinosaal lag im Seitenflügel des Hauses. Als Kinematographenbesitzer ist ab 1913 Paul Funk in der Friedenstraße 12/13 im Berliner Adressbuch genannt, ab 1916 war Marie Funk die Kinobesitzerin. Herr Berger ist im Kino-Adressbuch 1917 für das Kinotheater aufgeführt. 1919 ist Marie Funk als Gastwirtin nicht mehr als Kinobesitzerin im Haus angegeben. 1920 ist Herr Wegner im Kino-Adressbuch genannt. Das Berliner Adressbuch nannte 1920 Otto Briesenick als Kinobesitzer und auch folgend Marie Funk als Witwe. Sein Lichtspiel-Theater ist mit 165 Plätzen und täglichen Vorstellungen außer montags notiert. Ab 1921 vergab Otto Briesenick den Kinonamen „Zentral-Lichtspiele“ nun mit täglichen Vorführungen und angegebenen 250 Plätzen im blockhaft bestuhlten Saal. 1922 und 1923 ist Otto Briesenick nicht mehr unter den Berliner Einwohnern, auch nicht unter den Bewohnern von Friedenstraße 12/13 (Witwe Marie Funk wohnte weiterhin im Haus). Aus dem fehlenden Eintrag 1924 ergibt sich wohl eine kurzzeitliche Schließung. Im Laufe des Jahres 1924 und 1925 war Alfred Lehmann der Inhaber der Zentral-Lichtspiele mit 170 Plätzen, zwei Programmen und Vorstellungen an sieben Tagen der Woche. Im Laufe des Jahres 1925 übernahm Franz Edner das Kino, wobei er 1927 die Spieltage für die Sommermonate auf viermal und ein Programm je Woche begrenzt hatte. Daraufhin wurden noch 1927 von Otto Herre als Inhaber 200 Plätze, tägliche Vorstellungen und zwei Programmen je Woche angegeben. Er scheint aber auch nicht erfolgreich gewesen zu sein, 1928 wurde Arthur Koch der Besitzer des „Central-Theaters“ mit 199 Plätzen, jetzt mit „C“ im Zentral, er gab auch 1912 als Gründungsjahr an. Durch Koch erfolgte 1932 die Installation der Tonfilmapparate von Klangfilm und 1935 wurde die Außenfassade mit Reklame und Außenwerbung weiter aufgewertet, der Kinosaal bot 180 Zuschauern Platz. Durch die Umnummerierung in der Radickestraße erhielt das Eckgrundstück neben Friedenstraße 12/13 auch die Adresse Radickestraße 44/46. 1936/1937 übernahm der Kinounternehmer Hermann Zacher aus Eichwalde auch die Adlershofer Central-Lichtspiele in sein Portfolio. Als Geschäftsführer hatte er Karl Friebel eingesetzt. Die täglichen Vorstellungen fanden vor 188 bis 200 Zuschauern statt. Das Kino Central-Lichtspiele wurde mit 186 Plätzen auch in den Nachkriegsjahren noch von Zachers betrieben. Jedoch wurde der Kinobetrieb 1958 eingestellt, wodurch die Übernahme durch den VEB Berliner Filmtheater nicht erfolgte. Nach der Schließung im Jahr 1958, wurden die Räumlichkeiten umgebaut und als Kostümfundus vom (nahe gelegenen) Deutschen Fernsehfunk genutzt. Nach langer Pause und aufwendigem Umbau wurde 1994 das Kino „Casablanca“ durch die Betreiberin Kathrin Krischok eröffnet mit dem Versuch ein Treptower Programmkino zu etablieren. Dem Namen des einzigen Berliner Kino das nach einem Filmtitel benannt ist, folgt die Innengestaltung. Das Foyer ist mit dem eigens dafür entworfenen Tresen dem Interieur des „Cafe Americain“ nachempfunden, der Saal ist ringsum mit marokkanischem Straßenimpressionen illustriert. Der Saal bietet 89 Plätze. Die Technischen Details sind Digitalprojektion (DCP 30 SX II), Bildformate 1:2,35 oder 1:1,85 (2k), Leinwand 2,4 m × 5,2 m, Digitalton 5.1, Bühne + Mikrophon und Headset, DVD und Blu-Ray Projektion. Eine Bildergalerie ist auf der Kinoseite unter Impressionen zu erreichen. Nach der Eröffnung 1994 führte Kathrin Krischok („Kino Erkner GbR“) das Kino bis 2000, als sie es an den Betreiber Peter Wagner aus Eberswalde verkaufte. Die Eintrittspreise (2016) betragen für Erwachsene 8,00 €, für Schüler und Studenten 7,00 €, es gibt den Kinotag am Dienstag für 6,00 € und das Filmhighlight am Mittwoch für 4,00 €, bei Überlängen gibt es Aufschläge. Trotz der Multiplex-Konkurrenz am Treptower Park besteht das Casablanca mit dem Nachspielen von anspruchsvollen Filmen und Publikumserfolgen in dem für Laufkundschaft relativ uninteressanten Kiez. Eine Bildergalerie aus dem Casablanca mit Eingang, Kinoschild, Foyer, Wandbemalung und Saal besteht auf der Seite vom Kinokompendium. Der Kinosaal wird über fünf Stufen betreten und links führt ein Gang zur Leinwand, der Saal ist wie das Foyer mit vielen Details bemalt: Straßen mit orientalischen Marktständen, Minaretten, Brunnen und Palmen. Zwei Säulen mit einem Rundbogen in der Mitte des Raumes ergänzen als dreidimensionale Erweiterung die marokkanischen Straßenszenen an den Wänden. Farblich passend sind die dunkelbraunen Klappsessel mit guten Komfort. Im hinteren Teil des Saals gibt es zwei separate Drehstühle mit neigbarer Rückenlehne, die als Loge verkauft werden. |
| Cinestar ---- Ufa-Palast Treptower Park (Lage)                      | Treptow Elsenstraße 115                  | seit 1999 | Im November 1999 wurde der „Ufa Palast Treptower Park“ mit 2401 Sitzplätzen in neun Kinosälen von der Ufa AG eröffnet. Nach der Insolvenz der Ufa gehörte das Multiplex seit April 2003 zur Lübecker „Neue Filmpalast GmbH & Co. KG“ und behielt zunächst den Namen. Am 1. Januar 2005 wurde das historische Firmenkürzel UFA aus dem Namen entfernt, da Cinestar die Lizenzrechte an dem Namen an die „RTL-Group“ zurückgab. „Die Standortwahl des zweiten Berliner Multiplex der damaligen 'UFA-Gruppe' wird wohl ein ewiges Rätsel bleiben: Sicherlich ist im Sommer an den Anlegestellen der Stern- und Kreisschifffahrt und auch in den unzähligen Parkanlagen ein reger Publikumsverkehr. Da die Deutschen aber bekannterweise im Sommer weniger ins Kino gehen, muss man sich fragen, was der Treptower Park im Winter bietet.“ (kinokompendium.de) Das Multiplex liegt unweit der Treptowers direkt an der vielbefahrenen B-96a-Kreuzung (vormals die Fernstraße vom Cottbusser Tor nach Südosten). Der Betonbau wirkt kantig und schwer, trotz seines rot-blau-gelben Anstrichs und der Stahl-Glas-Fassade, durch die man das Treiben im mehrstöckigen Foyer sehen kann. Im Erdgeschoss liegt das untere Foyer mit seiner Ausstattung. Ein Gang, über dem eine helle Stoffbahn mit Lampen gespannt ist, führt zum Kassenbereich. Die Kartenschalter sind in einem Halbkreis aufgestellt. Daneben gibt es noch unterschiedliche Läden und Bistros die auch unabhängig vom Kinobetrieb offen haben. Die Einrichtung der oberen Foyers ist schlicht, neben einer kleinen Snacktheke stehen ein paar Bistrotische entlang der Fenster. Die dreieckige Grundfläche (Straßenfront Elsenstraße: 115 m / Am Treptower Park: 42 m) des mehrgeschossigen Kinobaus, die sich als Trapez am gegenüberliegenden „Park-Center“ fortsetzt, ist der B 100-Reservefläche der Anschlussstelle Treptower Park geschuldet. Das Multiplex besitzt neun Säle. Saal 1 im ersten Stock ist mit 419 Plätze in 17 Reihen der zweitgrößte nach Saal 5. Dieser Saal hebt sich farblich von allen anderen Sälen im Haus ab. Saal 1 ist rot: Wände mit roten Stoff bespannt, längliche Lampen zum Teil mit drei roten Neonröhren und rot-schwarzer Vorhang. Saal 2 bis 4 mit gleichem Design – hellblauer Vorhang und dunkelblaue, stoffdrapierte Wände, dunkelblaue Bestuhlung – liegen im ersten Stock. Saal 5 ist der größte Saal im Haus: hellblauer Vorhang, dunkelblauer Stoff der Wände, dunkelblaue Bestuhlung mit nackenhoher Lehne. Das Besondere in Saal 5 sind die großen, weißen Neonleuchten, an deren Spitze zwei gerundete Lichter als eine Art rote Neon-Krone angebracht sind. Saal 6 ist nahezu baugleich mit Saal 5: hellblauer Vorhang, dunkelblaue Wände, dunkelblaue Bestuhlung, große, weiße Neonleuchten. Das Design von Saal 7 und 8 im zweiten Stock ist identisch zu den unteren Sälen 2 bis 4. Die Sessel mit den hohen Lehnen sind etwas unbequem. Der Saal 9 liegt am hintersten Ende im ersten Stock und ist im klassischen Black-Box-Stil gebaut. Zur Eröffnung hatte er die Zusatzbezeichnung „Auditorium“ und war für Firmen zu Multimediaveranstaltungen und Vorträge angeboten. In allen Sälen (Stand 2016) erfolgt die Tonwiedergabe über Dolby Digital 5.1 und die Projektion ausschließlich digital, auch für 3D-Wiedergabe installiert. Außer in den Sälen 3, 4 und 7, 8 ist die Wiedergabe in HFR 4K-Technik möglich. - Saal 1: 422 Sitze, Leinwand 7,6 m × 17,3 m - Saal 2: 282 Sitze, Leinwand 6,7 m × 14,0 m - Saal 3: 175 Sitze, Leinwand 5,3 m × 11,8 m - Saal 4: 140 Sitze, Leinwand 4,8 m × 11,1 m - Saal 5: 484 Sitze, Leinwand 8,5 m × 15,8 m - Saal 6: 347 Sitze, Leinwand 7,7 m × 14,4 m - Saal 7: 214 Sitze, Leinwand 6,7 m × 17,3 m - Saal 8: 165 Sitze, Leinwand 5,7 m × 11,3 m - Saal 9: 180 Sitze, Leinwand 4,7 m × 8,8 m |
| Come In JKZ (Lage)                                                  | Adlershof Rudower Chaussee 4             | 1989–1993 | Das „Come In“ am S-Bahnhof war ab 1989 ein Jugendfreizeitzentrum des Bezirks Treptow in der Rudower Chaussee 4. Das Haus 19 war das Kultur-Gebäude am Eingang des Kasernengeländes und wurde nach der Einstellung der militärischen Nutzung als Jugendkulturzentrum deklariert. Als Inhaber und Betreiber des Kinos im JKZ (Come In) ist Schlicht genannt. Das Konzept eines Off-Kinos endete (wohl) 1993. Noch bis 1995 wurden zu unregelmäßigen Zeiten Filme gezeigt, bevor das Haus 19 abgerissen wurde. Im Rahmen der Umgestaltung der südöstlich der Bahnstrecke liegenden Adlershofer Flächen zum „Wirtschafts- und Kulturstandort“ (Städtebauliche Entwicklungsmaßnahme Berlin-Johannisthal/Adlershof) wurden fast alle Gebäude zwischen 1990 und 2000 abgerissen und mittlerweile wurde das Gelände entsprechend den neuen Anforderungen bebaut, unter anderem als Standort Adlershof der Humboldt-Universität. Der vormalige Kinostandort – das Grundstück Rudower Chaussee 4 – auf dem Karree Wagner-Régeny-/ Merlitz-/ Karl-Otto-Reinsch-Straße / Rudower Chaussee ist mit Stand 2016 eine unbebaute (brache) Grünfläche. Unter der Adresse Rudower Chaussee 4/6 steht ein Büro-/ Gewerbegebäude zur Ecke Groß-Berliner Damm. Das Kulturhaus und Kino wurde in den 1960er Jahren in der dortigen Kaserne (Standort Adlershof) erbaut. Es war lange eines der modernsten Kulturhäuser im Osten Berlins allerdings hinter Kasernenmauern. Zum Kulturhaus gehörte eine Kinoeinrichtung. Filme wurden zu jener Zeit in dem als Kino genutzten Kultursaal der Einrichtung gezeigt. Ab Ende der 1950er Jahre war der Standort Adlershof auf dem bis 1980 erbauten Kasernengelände eingerichtet. Es entstand auf der Vorkriegs-Fläche der „Deutschen Versuchsanstalt“ Johannisthal-Adlershof. |
| Corso-Lichtspiele (Lage)                                            | Altglienicke Semmelweisstraße 8          | 1910–1962 | In der Friedrichstraße 2 direkt neben der Kirche (Nr. 1) befand sich „Haberechts Gesellschaftshaus“. 1910 beantragte Haberecht die Genehmigung zur Vorführung von kinematographischen Vorstellungen, so haben erste Filmvorführungen dort stattgefunden. Das Gesellschaftshaus war eine Gastwirtschaft mit einem größeren Festsaal als die damalige Reichshalle. Bis 1914 fanden die jährlichen Schulabschlussfeiern in der Landgemeinde Altglienicke in Haberechts Festsaal statt. Der Altglienicker Landwehr-Verein hatte bei Haberechts sein Vereinslokal und feierte im Saal den Geburtstag von Kaiser Wilhelm mit Theater, Verlosung und Festball. Unbekannt ist es, ob der Gastwirt Haberecht eine „Filmvorführungs-Lizenz“ besaß oder ob solche in den 1910er Jahren für Altglienicke benötigt wurde. Der unregelmäßige rechteckige Saal des 1902 erbauten Tanzsaals lag entlang des Verlaufs der Friedhofsmauer. Ein kleinerer Saal wurde zum Foyer des Kinos und war durch Schankraum und Diele im zweigeschossigen Vorderhauses zu erreichen. Rechts lag der Vorführraum. In den 1920er Jahren bestand kurzzeitig ein Kleinkaliber-Schießstand im Haus. Der Eingang wurde in den Hof verlegt. Das Dorf Altglienicke hatte einen Straßenbahnanschluss und mit dem Kino eine „großstädtische Attraktion“. 1935 hatte Frau Meta Peter aus Reinickendorf-Ost erneut das Kino eröffnet. Die „Tofag-Lichtspiele“ boten 272 Plätze und tägliche Vorstellungen. Der Name verweist (wohl) auf die Ausrüstung für Tonfilme. Im Jahr 1937 wechselten die Inhaber. Alexander Walburg bot im „Corso“ nun 327 Plätze. „Die hübsche Frau Walburg saß im Foyer an der Kasse, vor der sich oft lange Schlangen bildeten, die über den Hof manchmal bis auf die Straße hinaus reichten. Auf der Leinwand strapazierten Pat und Patachon die Lachmuskel, Henny Porten die Tränendrüsen und Harry Piel ließ den Atem stocken. ‚Henny Porten frisst die Torten, Harry Piel sitzt am Nil, wäscht die Beene mit Persil‘, reimten die Berliner. Eines Tages verbreitete sich das Gerücht, Harry Piel drehe in Altglienicke einen Film. Man erwartete ihn an Solles Windmühle, wo er an die Flügel gebunden herumgewirbelt werden sollte. Viele Neugierige kamen, um ihren Filmhelden zu sehen und einige warteten vergebens bis zum Abend. Sie waren auf einen Scherz hereingefallen.“ Dienstags und freitags wechselte das Kinoprogramm, vor dem Hauptfilm liefen gewöhnlich Wochenschau und Kulturfilm. Werbe-Dias von Altglienicker Gewerbetreibenden wurden gezeigt, wie „Pittel & Kniebel“ oder „Radio-Haase“. Sonntags gab es eine Kindervorstellung. Das Haus mit dem Kino überstand die Jahre des Krieges. So wie andernorts im Randgebiet von Groß-Berlin wurden von Alexander Walburg die Filmvorführungen im „Corso“ weitergeführt. Die Friedrichstraße wurde im Mai 1951 in Semmelweisstraße umbenannt, die Grundstücksnummerierung geändert. Das Corso kam zur Adresse Semmelweisstraße 8. (Die Kirche erhielt 4/6.) Ende der 1950er Jahre begann das Kinosterben mit sinkenden Zuschauerzahlen. Das Kino Corso schloss im September 1962 wegen Unwirtschaftlichkeit. 1973 war der Kinosaal wegen Baufälligkeit gesperrt. Bis zur Wende 1990 war ein Schuhladen im Vorderhaus. Danach wurden Haus und Saal abgerissen und das Gebäude als Wohn- und Geschäftshaus wieder errichtet. Ein Musikwissenschaftler eröffnete einen Buch-, Instrumenten- und Musikalienladen und versuchte mit Lesungen und Veranstaltungen kulturelle Interessen zu wecken, das Konzept ging nicht auf. Im neu erbauten Haus Semmelweisstraße 8/8a ist ein Friseur angesiedelt. Durch den Neubau verschwand die Erinnerung an das Corso. |
| Deutsche Lichtschauspiele (Lage)                                    | Altglienicke Rudower Straße 54           | 1918–1924 | Die Rudower Straße 54 wurde 1918 als Adresse des Kinematographentheaters von Heinrich von Schemm aufgenommen, auch Rudolf Lintow ist als Inhaber genannt. Die „Deutschen Lichtspiele“ mit 300 Sitzplätzen und Vorstellungen von Montag bis Freitag sind ab 1920 unter dieser Adresse aufgenommen. Deren Inhaber waren Max Sprück und Paul Jauer. Nach 1924 gibt es keine weiteren Angaben zu einem Kino, so wurden die Deutschen Lichtschauspiele (wohl) 1924 eingestellt. Das Gebäude von 1920 ist in seiner Grundfläche noch vorhanden. |
| Haus der DSF (Lage)                                                 | Alt-Treptow Puschkinallee 5              | 1957–1958 | Auf dem Grundstück Puschkinallee 5 steht eine Stadtvilla. In den 1950er Jahren befand sich im Haus die DSF-Kreisleitung Treptow. Kurze Zeit in den 1950er Jahren wurden im Haus der DSF auch Filme gezeigt. Ab 1969 wurde das Haus als Kreis-Kulturhaus und Jazzkeller genutzt. Bis 2002 befand sich die „galerie parkhaus“ hier. 2005 wurde die Villa als Wohnhaus saniert. Das Gebäude steht unter Denkmalschutz. |
| Elster-Lichtspiele ---- Royal (Lage)                                | Bohnsdorf Schulzendorfer Straße 23e      | 1933–1964 | Die Elster-Lichtspiele wurden am 9. September 1933 vom Filmvorführer Günther Koglin aus Berlin-Grünau eröffnet, nachdem er zuvor Vorführer an anderer Stelle war. Deren Name war (wohl) alternativ Lichtspiele Falkenhorst. Es gab täglich Vorführungen und das Kino in der Ortslage Falkenhorst bot 299 Plätze. Für das Kino wurde die Adresse Elsterstraße 2 im Kino-Adressbuch aufgenommen, entsprechend ergab dies den Namen der Lichtspiele. Das Gebäude des Kinos selbst lag in der Schulzendorfer Straße 22i unmittelbar an der Ecke der Elsterstraße. 1937 war Koglin auch Besitzer der Europa-Lichtspiele in Berlin-Grünau, Bahnhofstraße 1. Für 1941 war Koglin noch Inhaber der Europa- und der Elster-Lichtspiele. Die Zuordnung von Ortsteil Bohnsdorf war bei der Kino-Eröffnung der Verwaltungsbezirk Cöpenick, seit der Bezirksreform 1938 gehörte er zum Verwaltungsbezirk Treptow. Der Kinobetrieb wurde von den Koglins aus der Buntzelstraße 102 mit dem Kino in der Elsterstraße 2 weiterbetrieben. Im Gewerbeteil des Berliner Adressbuchs sind die ‚Elster-Lichtspiele‘, Falkenhorst, Elsterstraße 2, T: 65 61 81 weiterhin notiert. Die Lichtspiele im Berliner Randgebiet blieben vom Krieg verschont. Die Elster-Lichtspiele wurden in den Nachkriegsjahren unbehindert weiter betrieben, (wohl) weiterhin in Ost-Berlin privat geführt. Jedoch war die Ortslage Falkenhorst der Grund, dass die Spielstätte in den Jahren der Kinokrise bei sinkenden Besucherzahlen und geringerer Auslastung zum Juni 1964 den Betrieb einstellen musste. Der Flachbau auf einer Grundfläche von 15 m × 25 m ist noch erhalten. Die aktuelle Adresse ist (nach 1980) Schulzendorfer 23e, die noch freien Grundstücke zwischen Wachtel- und Elsterstraße wurden geteilt und ein Zugang zwischen 22g und 23a teilt die Hausnummern der Siedlungsbauten. Das vormalige Kinogebäude (mit Lebensmittelgeschäft) (22i → 23e) wurde gewerblich (nach Umbau) durch eine Werkstatt und eine Autolackiererei genutzt. Auf dem (ehemaligen Gesamt-)Eckgrundstück Elster-/ Schulzendorfer Straße wurde mittlerweile ein Siedlungshaus auf 120 m² Grundfläche unter Elsterstraße 2 errichtet. |
| Elysium ---- Filmpalast (Lage)                                      | Niederschöneweide Hasselwerderstraße 16  | 1922–1956 | Der Hasselwerder war eine in den Spreeverlauf vorgestreckte Halbinsel und hier bestand seit den 1880er Jahren das Ausflugslokal „Restaurant Hasselwerder“. Es gab an der Südseite des Kaiserstegs an der Hasselwerderstraße die Werkhallen einer Stoffe- und Plüschfabrik, Wohnhäuser für deren Mitarbeiter, die Hasselwerder Villa, später das Theater-Kino Elysium und den Wurstmaxen. Die Plüschfabrik hieß A. & A. Lehmann AG und der Direktor Richard Lehmann lebte mit seiner Frau Elsbeth „Else“ Lehmann, dem Sohn Hans und der Tochter Edith, in direkter Nähe zur Fabrik und den Mitarbeitern, ab 1906 in der eigens für sie neu errichteten Hasselwerder Villa. Richard Lehmann war Gemeindevertreter in Niederschöneweide und Eigentümer des Theater-Kinos Elysium. Das Kino wurde im Jahr 1923 (nach Angaben im Kino-Adressbuch 1922) von Richard Günther als „Film-Palast“ in der Hasselwerderstraße 17 eröffnet. Es gab tägliche Vorführungen und zwei Programme je Woche. Die Kapazität des Kinos wurde zwischen 500 und 764 Zuschauer notiert. 1929 wurden Karl Sedlak und Bernhard Heimann die Kinobesitzer des Filmpalasts und vergaben den neuen Namen „Elysium“, der bis zur Schließung Bestand hatte. Sedlak und Heimann besaßen gemeinsam und einzeln weitere Kinos in Mitte, Weißensee und Wedding, Schweitzergarten in Prenzlauer Berg, das Union in Köpenick, die Rote Mühle und das Rivoli in Wilmersdorf. Das Elysium hatte eine Bühne von 5 m × 6 m; sechs Kinomusiker waren eingesetzt, tägliche Vorstellungen wurden gegeben. 1931 war die Einrichtung von Klangfilm zur Wiedergabe von Tonfilmen installiert worden. Die Anzahl der Sitzplätze wurde im gleichen Jahr von 500 auf 750 erhöht, 1933 sind sogar 800 eingetragen, ab 1937 jedoch 599. Die Angaben zur Firma der Inhaber wechselt etwas: zunächst „Sedlak und Heimann“, wurde 1931 Bernhard Heimann aus Berlin-Charlottenburg Bretschneiderstraße 11 genannt, 1932 die „Elite-Kino GmbH“ aus Berlin-Weißensee (Berliner Allee 205) mit Direktor Karl Sedlak, 1933 die Elysium Kino- und Restaurations-Betriebs Ges.mbH in der Hasselwerderstraße. Das Kino wurde 1937 von Karl Koeppen aus Berlin O34 (Friedrichshain, Cadiner Straße 20) als Inhaber übernommen, zeitweise zusammen mit Attila Sajo. Sie betrieben das „Elysium“ durch die Jahre des Krieges. Die Eigentümerfamilie Lehmann kam 1944 im KZ ums Leben. Das Gebäude des Kinos und die Gastwirtschaft blieben ohne Kriegsschäden, so wurden die Elysium-Lichtspiele in den Nachkriegsjahren weitergeführt. Der Bauzustand führte jedoch dazu, dass das Kino 1956 geschlossen wurde. Das Gebäude des Kinos wurde in den 1960er Jahren abgerissen. Der Kaisersteg war durch Einheiten der SS am 22. April 1945 gesprengt worden und war durch eine Fährverbindung zwischen Ober- und Niederschöneweide ersetzt worden. 2007 wurde er wieder hergestellt. Die Grundstücke an der Südostseite der Hasselwerderstraße bis zum Spreeufer waren neu gegliedert worden. Im Zuge von Bauarbeiten 1979–1980 wurde der Kinostandort überbaut. Auf dem (nun) Spreegrundstück Hasselwerderstraße 16 befindet sich ein Bolzplatz innerhalb einer umgebenden Grünfläche. |
| Europa-Lichtspiele ---- Jägerhaus-Lichtspiele (Lage)                | Grünau Büxensteinallee 4                 | 1919–1961 | Das Kino entstand als Saalkino in der Gaststätte „Jägerhaus“, welche Georg Erhardt gehörte. Die Jägerhaus-Lichtspiele in der Bahnhofstraße 1 lagen auf dem Eckgrundstück der Friedrichstraße 16. Die Bahnhofstraße das Forststück vom S-Bahnhof Grünau und der Spree gegenüber von Wendenschloss heißt seit November 1938 Büxensteinallee, die Friedrichstraße wurde 1935 (vor den Olympischen Spielen) in die Regattastraße einbezogen. Die Jägerhaus-Lichtspiele von Georg Ehrhardt und Bruno Freitag boten Platz für 200, ab 1921 für 300 und ab 1928 eine Kapazität für 376 Zuschauer. Es wurde nicht jeden Tag gespielt: Im Kinoadressbuch eingetragen wurden 1920 Freitag, Samstag, Montag, 1921 für Dienstag und Donnerstag, für 1925 drei Tage, für 1928 vier Tage und ab 1929 sind die üblichen täglichen Vorstellungen mit zwei wöchentlichen Programmwechseln aufgenommen. Die Bühne mit der Leinwand des Kinos hatte eine Größe von 24 m² und mindestens um 1927 gab es eine Bühnenschau, Stummfilme wurden von drei Musikern begleitet. Bruno Freitag trat wohl aus der Inhaber-/Betreibergesellschaft aus. Die Gaststätteninhaber waren gleichzeitig die Kinoinhaber, ab 1921 sind Georg und Max Erhardt verzeichnet. Max war Geschäftsführer und ab 1929 der Kinoinhaber der Jägerhaus-Lichtspiele, er ließ 1931 die Kinoton-Anlage zur Tonfimvorführung einbauen. Zudem war ab 1930 das Kino auf 385/386 Plätze erweitert worden. Durch Wegfall (vermutlich Tod) von Georg Erhardt wurden 1933 Max Erhardt und Else Freitag Grundstückseigentümer. Die seit 1919 bestehenden „Jägerhaus-Lichtspiele“ wurden wegen Unwirtschaftlichkeit geschlossen. Daraufhin wurde auf dem Grundstück Bahnhofstraße 1 im Jahre 1934 ein neuer Saal gebaut, in dem am 25. Dezember 1934 die „Europa-Lichtspiele“ eröffneten. Mit dem Umbau erhielt dr Bau einen zweigeschossigen Vorbau mit Foyer und Kassenhalle, ein zusätzlicher Logenblock ergänzte die Bestuhlung und am Eingang kam der Schriftzug „Europa“ hinzu, weithin sichtbar die Werbefahne „Kino“. Durch Inhaberwechsel kam der neue Kinosaal (auf Büxensteinallee 4) zum Kinobesitzer Günter Koglin aus Bohnsdorf. Er betrieb das „Europa“ in der Bahnhofstraße 1 mit 409 Plätzen, durch die Umbenennung der Straße und die Umstellung von Hufeisen- zu wechselseitiger Nummerierung lautete die Adresse ab 1938: Büxensteinallee 4. Durch die Berliner Randlage blieb die Struktur des Eckgrundstücks mit dem Kinosaal und der Gaststätte vom Krieg unbeeinflusst. Das Kino nahm 1946 – nach vorübergehender Benutzung als „Grünauer Bunte Bühne“ – den Filmbetrieb wieder auf. Geführt wurden die Gebäude Ecke als Grundstück 2/4 (Regattastraße 164). Die Trennung in Theatersaal auf Nummer 4 und Gaststätte auf Grundstück 2 wurden nicht konsequent ausgeführt. Die Europa-Lichtspiele von Koglin wurden in den Nachkriegsjahren weiterhin betrieben. Im Telefonbuch 1960 letztmals aufgenommen, wurde der Kinobetrieb im Januar 1961 eingestellt. Nach der Schließung in den 1960er Jahren diente der Kinosaal ab 1965 dem DDR-Fernsehen als Probenraum. Dort probte 1967 auch die Schauspielerin Eva-Maria-Hagen. Nach der politischen Wende 1990 stand das Theater-Gebäude nach der Räumung durch das Fernsehen leer. 2011 wurde das Haus von einem Privatmann gekauft und zu einem Wohnhaus umgebaut. Der Europa-Schriftzug blieb erfreulicherweise am Gebäude erhalten. Im ehemaligen Jägerhaus in der Büxensteinallee 2 befindet sich die „Eiskonditorei Anett“. |
| Filmbühne Treptow (Lage)                                            | Alt-Treptow Kiefholzstraße 43            | 1949–1953 | In der Kiefholzstraße 43 bestand in den Jahren um 1950 die Filmbühne Treptow. Sie lag im Bereich einer Gewerbeansiedlung der vormaligen Graetz AG. Das Unternehmen wurde 1949 in Volkseigentum umgewandelt und hieß ab 1950 VEB Fernmeldewerk, Berlin-Treptow (RFT). So ergab sich (wohl) – wie andernorts in Berlin – die Möglichkeit vorhandene Räumlichkeiten für Filmvorführungen zu nutzen, wenigstens kurzzeitig. Zumal Kinotechnik durch das Unternehmen Graetz teilweise hier bereit gestanden haben sollte. Schon um 1960 war das Gelände des Grundstücks 37–44 auf der K4-Karte 4027 aus dem „Stadtplan von Berlin“ (Maßstab 1:4.000) unbebaut eingezeichnet, in der Straße nach Osten das Wohnhaus Kiefholzstraße 46–48 (fortlaufend) gefolgt von der Ernst-Schneller-Oberschule (Kiefholz-Grundschule). Mit dem Bau der Berliner Mauer geriet das Gelände in den Sperrbereich und vorhandene Bebauung wurde niedergelegt. Als Kiefholzstraße 44 befindet sich seit 2003 ein zweigeschossiger langgestreckter Gewerbebau auf dem Grundstück, ein ähnlicher Bau schließt sich westlich mit der Adresse Kiefholzstraße 37 an. Das bestehende Gewerbegebiet Kiefholz-/ Elsen-/ Heidelberger Straße im vormaligen Mauerbereich wurde nach deren Fall ab 1990 von Siemens erworben und bebaut. |
| Filmstern Johannisthal ---- Filmschau, Park-Lichtspiele (Lage)      | Johannisthal Königsheideweg 250          | 1922–1933 | Die Stubenrauchstraße wurde in dieser Johannisthaler Lage 1932 in Königsheideweg umbenannt, da der Straßenname mit der Bildung von Groß-Berlin mehrdeutig geworden war. Die Kinoadresse Stubenrauchstraße 12/13 wurde dadurch zu Königsheideweg 246 und 250 (Eigentümer Gertrud bzw. Hans Kromrey). Nach den Angaben des Betreibers vom „Filmstern“ im Kino-Adressbuch 1933 eröffnete die Spielstätte im Jahre 1922 als „Filmschau“ mit 375 Plätzen in Johannisthal in der Stubenrauchstraße 12–13. Im Jahr 1928 ist Bruno Brunatzki mit der „Kino-Zentrale“ (O 17 Breslauerstraße 7) Inhaber der hiesigen „Park-Lichtspiele“, eröffnet 1924. Sein Kino war mit 480 Plätzen für Besucher und täglichen Vorstellungen eingetragen. Weitergeführt wurden diese 1928 und 1930 von Otto Gerlach als Inhaber des Kinos. 1933 wurde (wohl) umgebaut. Unter dem Namen „Filmstern“ von Geschäftsführer Alfons Polähne war die Technik von „Klangfilm“ zur Vorführung von Tonfilmen installiert worden. Der Inhaber des „Filmstern“ (Stubenrauchstraße 13) war Hans Kromrey aus Berlin-Grunewald (Humboldtstraße 49). 1932 ist Gastwirt Julius Bota noch Grundstückseigentümer, Verwalter ist Hans Kromrey und im Haus wohnt Direktorin Gertrud Kromrey. Im Folgejahr war sie Eigentümerin des Grundstücks, das schon als Königsheideweg 246 statt unter Stubenrauchstraße 12/13 notiert wurde. In der Nacht des 21. Februar 1933 brannte das Kino „Filmstern“ in Johannisthal aus. Die Brandursache wurde nicht geklärt. Es blieben dadurch einige Widersprüche offen: „Im Kino konnten die wertvollen Projektoren gerettet werden, obwohl der Zuschauerraum bis auf die Grundmauern abbrannte.“ Es wurden Parallelen zum Reichstagsbrand in der Nacht vom 27. auf den 28. Februar 1933 gezogen. Aus Ähnlichkeiten der Ereignisse entstand die Vermutung, dass der Brand im Filmstern ein Testfall für den Brand im Reichstag gewesen sei. „Als die ersten Löschzüge am Brandort eintreffen, schlagen die Flammen schon aus dem Dach. Der große Saal mit seinen rund 600 Sitzen ist nicht mehr zu retten, bald stürzt die gesamte Dachkonstruktion ein. […] Knapp eine Woche später brannte der Reichstag. Damals gab es Stimmen, die beide Ereignisse in einen Zusammenhang brachten. […] Beide Brände wurden nie aufgeklärt, beide beschränkten sich auf einen etwa gleich großen Raum: hier den Kinosaal, dort den Plenarsaal. Und der SPD-Abgeordnete und frühere Reichstagspräsident Paul Löbe notierte, nachdem er den Reichstag am Morgen nach dem Brand besichtigt hatte, dass ‚der Feuerherd planmäßig auf den Plenarsaal begrenzt war‘. Der Saal war vollkommen zerstört, aber fast alle anderen Räume des Reichstages konnten weiter genutzt werden. […] ob [sie] im brennenden Kino in Johannisthal übten, wie man einen großen Saal in Brand steckt, ohne auf frischer Tat ertappt zu werden. Die Ermittlungen zum Kinobrand wurden schon am 27. Februar 1933 eingestellt. Die Brandursache könne »nicht mehr festgestellt« werden, stellte das Berliner Feuerwehramt fest. Am Abend desselben Tages brannte der Reichstag.“ Nachdem das Kinogebäude abgebrannt war, wurde auf den Grundstücken (wohl) noch die Gastwirtschaft weiter genutzt. Im Berliner Adressbuch wurde im Weiteren auf dem Grundstück 248/250, das 1938 noch Frau Gertrud Kromrey gehörte, der Lokomotivführer W. Große Eigentümer. Mitte der 1950er Jahre wurde auf den Grundstücken zum Sterndamm die viergeschossige Wohnhauszeile Königsheideweg 252–260 (gerade) errichtet. Geraume Zeit danach das bestehende Gebäude auf den Grundstücken 246 und 250 neu gestaltet oder neu erbaut. In den 2000er Jahren ist unter Königsheideweg 248/250 das Jugendwohnheim „Haus Königsheideweg“ der Stiftung Universal bezeichnet. |
| Forum-Lichtspiele (Lage)                                            | Köpenick Parrisiusstraße 12/14           | 1933–1998 | Die Parrisiusstraße war noch 1930 ab Bahnhofstraße bis Borgmannstraße an ihrer Südseite mit 1–6 (fortlaufend) parzelliert aber unbebaut, die Nordseite (25–30) war unbebaut bis zur Fläche des Wochenmarktes zum Bahnhof. Auf dieser attraktiven Freifläche ließ Walter Feindt nach Plänen des Architekten Fritz Barthel den ersten selbständigen Kinozweckbau in Köpenick errichten. Die Kinoadresse lautete mit der Umstellung auf fortlaufende Nummerierung 12/14. Im Jahr 1933 eröffnete Feindt mit den „Forum“-Lichtspielen mit 856 Plätzen das größte Kino des Bezirks. Mit der Eröffnung besaß das Kino eine Bühne von 70 m² und zeitgemäß eine Tonfilmeinrichtung von Klangfilm, sowie eine Mechanische-Musik-Anlage. Es gab tägliche Vorstellungen betrieben durch die „Vereinigte Lichtspiele Walter Feindt & Co. KG“. „Die Fassade des Kinos blieb über die Jahre nahezu unverändert. Zwei der vier Eingangstüren befanden sich im zweigeschossigen Mittelrisalit unterhalb des kleinen Vordachs. Dort beleuchtete ein weißverglaster Leuchtkörper den darunter hängenden Kinonamen und den zentralen Plakatanschlag. Erstaunlicherweise gibt es keine Aufnahme in der die über dem Vordach liegende Fläche für einen großformatigen Werbeanschlag genutzt wird. Von der Kassenhalle, die entlang der Parrisiusstraße gebaut war, führte jeweils ein Umgang links und rechts (der den Saal insgesamt U-förmig umschloß) zunächst in einen kleinen Vorraum mit einer Snacktheke und anschließend zu den seitlichen Saalzugängen. Der Saal hatte eine zweistufige rechteckige Lichtvoute in der Decke, die vom ursprünglichen Architekten Fritz Barthel entworfen wurde. Der goldbraune Vorhang hing direkt vor der Leinwand, so dass die großzügige Bühne des Saals auch mit geschlossenem Vorhang genutzt werden konnte.“ Das Kinogebäude überstand die Kriegsjahre und der Kinobetrieb konnte mit 797 Sitzplätzen in den Nachkriegsjahren weiter erfolgen. Mit der Lage im sowjetischen Sektor von Groß-Berlin kam das Kino in die Verwaltung von Sovexportfilm GmbH aus N 58 Milastraße 2. Danach erfolgte die Weiterführung des größten Kinos im Bezirk Köpenick unter dem VEB Berliner Filmtheater. Durch die Strukturänderung der Ostberliner Kulturbetriebe bewirtschaftete die „Bezirksfilmdirektion Berlin“ das Forum in Köpenick. Im Jahr 1986 wurde das Kino restauriert und die Sitzplatzanzahl auf 500 verringert. Die großzügige Bühne des Saals konnte auch mit geschlossenem Vorhang genutzt werden. Neben Artistik und Clownerie während des Kinder-Weihnachtsprogramms gab es sporadisch auch Konzerte. Jörg Prinz nennt in seinem Kinobuch unter anderem Nina Hagen und Karat. Im Forum gab es in den 1950er Jahren vor dem Hauptfilm für 50 Pfennig Aufschlag eine Bühnenschau. Dort traten unter anderen die gesamtdeutschen Schlageridole Rudi Schuricke und Bully Buhlan auf. Ganze Generationen von 14-Jährigen erlebten später ihre Jugendweihefeier. Mit der politischen Wende im Jahr 1990 wurde durch Umbildung der Bezirksfilmdirektion (Milastraße 2) zur „bfd GmbH“ (Gleimstraße 32–35, O-1058 Berlin) und deren Zugehörigkeit zur Treuhandanstalt die Privatisierung Ostberliner Kinos – so auch des „Forum“ – vorangetrieben. Im Jahr 1992 stand der weitere Betrieb des Kinos zur Diskussion. Damals gab es Pläne zum Bau eines Wohnhauses mit drei integrierten Kino-Sälen, die jedoch nicht weiter ausgeführt wurden. Zunächst übernahm 1993 die „Fuchs GmbH & Co. Filmtheater KG“ (Potsdam, Leipziger Straße 60) das Köpenicker Kino von der „bfd GmbH“. Ab dem 17. Juni 1993 wurde die Yorck-Kino GmbH – FTB (Berlin, Rankestraße 31) im Zuge der Expansion in den Ostteil der Stadt der Kinobesitzer. Von der Yorck wurde das Kino auf den aktuellen technischen Stand gebracht, so mit dem Tonsystem Dolby Surround. 1994 wurden die alten Holzklappstühle (mit Polsterung) durch die rotgestreifte Bestuhlung vom Ku-Damm Kino ersetzt, die Yorck-Gruppe hatte einen Teil der Bestuhlung vom Umbau des Zoo Palastes (wahrscheinlich aus dem Saal 1) abgekauft. Obwohl der ursprüngliche Mietvertrag der Yorck für das Forum bis 2002 lief, wurde das Traditionskino nahe dem S-Bahnhof am 20. Dezember 1998 überraschend geschlossen. Das Unternehmen musste früher als geplant schließen, da es im Bezirk andere Pläne für das Grundstück gab, die jedoch nicht realisiert wurden. Stattdessen musste vom Bezirk ein neuer Investor für neue Planungen gesucht werden. „Das Forum war eines von insgesamt fünf Lichtspielhäusern zwischen S-Bahn und Altstadt. Es ist eine Schande, wie das schöne Haus verrottet, es wurde schon mehrfach aufgebrochen und drinnen sogar Feuer gelegt. (Jürgen Labisch im Jahr 2000)“ Das Kino wurde letztlich erst nach 2002 abgerissen, so dass der Spielbetrieb theoretisch hätte weitergeführt werden können. Als das Haus abgerissen war, wurden Wohngebäude der „Vitanas Senioren Centrum Bellevue“ errichtet. |
| Freiluftkino Friedrichshagen (Lage)                                 | Friedrichshagen Hinter dem Kurpark 13    | seit 1931 | Zu Pfingsten 1931 wurde im ehemaligen Kurpark das Naturtheater eröffnet, die erste Premiere war Shakespeares Sommernachtstraum in einer Inszenierung von Albert Bertold. Nachmittags gab es den Froschkönig und abends Turandot oder Der Widerspenstigen Zähmung. Stetig wurden Zuschauerraum und Bühne erweitert. Es fanden von Beginn auch Filmvorführungen statt. Ab 1934 gab es 1500 feste Sitzplätze. Ein Scheinwerferturm, eine Schallwand, Garderoben für 150 Mitwirkende und ein Orchestergraben vor der Bühne wurden errichtet und es gab einen unterirdischen Gang vom Orchester zu den hinter der Bühne gelegenen Garderoben. Ab 1937 bespielte das Schillertheater die Bühne, so inszenierte Heinrich George Die Räuber und Was ihr wollt und Walter Felsenstein den Zigeunerbaron. 1940 Mit Beginn des Zweiten Weltkrieges wurde der Spielbetrieb eingestellt. Das Naturtheater überstand zwar den Krieg, 1946 vernichtete ein Feuer aber Teile der Bühne. 1948 überließ das Bezirksamt das Naturtheater der Frista, die zu einem Tennisstadion umbaute das Naturtheater. 1998 wurde nach über fünfzigjähriger Spielpause das Naturtheater Friedrichshagen wiedereröffnet. Das Freiluftkino befindet sich 100 m vom S-Bahnhof Friedrichshagen entfernt und wird vom Friedrichshagener Kino Union betrieben. Die 1931 als Naturbühne eröffnete Anlage verfügt über ungefähr 500 Sitzplätze. Am 27. Juni 1998 wurde die Bühne wieder eröffnet und im Juli 1998 das Freiluftkino. Im Mai 2006 übernahmen das „Kinos Union“ unter seinem Besitzer und Betreiber Matthias Stütz aus der Bölschestraße das Freilichtkino. 60 überdachte Sitzplätze in den hinteren Reihen machen den Spielbetrieb bei Regen möglich. Im Jahr 2007 wurde die Freilichtbühne von „Naturtheater“ in „Freiluftkino“ umbenannt. Das Amphitheater könnte 800 Besucher auf den Holzbänken fassen, aber für Filmaufführungen sind nur die Reihen in der Mitte von Interesse, da die Leinwand in einem Kasten hängt und ein extrem seitlicher Blick nicht möglich ist. Nur in den letzten neun Reihen haben die Plätze eine Rückenlehne, die letzte Reihe ist überdacht ist. Es gibt zwei überdachte Sitzecken neben dem Projektorhäuschen mit jeweils zwei Reihen. |
| Gérard Philipe (Lage)                                               | Alt-Treptow Karl-Kunger-Straße 29/30     | 1960–1979 | Am 17. Dezember 1960 wurde das „Filmtheater Gérard Philipe“ in Treptow an der Ecke Karl-Kunger-Straße/Wildenbruchstraße eröffnet. Das Gebäude wurde auf einer brachen Fläche an der Ecke Karl-Kunger-/ Wildenbruchstraße errichtet, es entstand an der schräg in diese Kreuzung laufenden Plesser Straße. Der Name Gérard Philipe für das Kino stand für die Popularität des französischen Schauspielers in der DDR um 1960. „Zentralbild Krueger 18.12.60 Weihnachtsgeschenk für die Treptower Am Sonnabend, dem 17. Dezember 1960, wurde in Berlin-Treptow das neue Filmtheater "Gérad Philipe" feierlich eröffnet. Damit geht ein jahrelanger Wunsch der Bevölkerung dieses Berliner Stadtbezirks in Erfüllung.“ (). Die Einrichtung des Kinos erfolgte durch den VEB Berliner Filmtheater. Bei der Strukturänderung des Kulturbetriebs wurde die Bezirksfilmdirektion Berlin der Inhaber und Betreiber. Das Kino wurde 1979 geschlossen. Danach wurde es als Jugendhaus des Bezirks Treptow genutzt. 1995 brannte das Jugendzentrum ab und wurde als Begegnungszentrum wieder aufgebaut. Träger des Hauses ist der Humanistische Verband Deutschlands (Berlin Brandenburg e. V.). Der Kinoname wurde im „JuKuZ Gérard Philipe“ wieder aufgenommen. |
| Insel-Kino (Lage)                                                   | Alt-Treptow 6                            | seit 1999 | 1999 wurde auf der Insel der Jugend in Treptow ein Freiluftkino eröffnet. Die damaligen Betreiber zogen 2004 auf eine Freifläche am Lehrter Bahnhof. Mit dem Bau am Hauptbahnhof verlegten sie ihr Freilichtkino ab 2006 zum Cassiopeia nach Friedrichshain. Auf der Insel gibt es weiterhin zeitweise Vorstellungen im Freiluftkino durch ein „Mobiles Kino“ durchgeführt wird. Das „Kulturhaus Insel“ wird seit 2010 vom Verein Kulturalarm e. V. betrieben. Es gibt im Kulturhaus auf der Insel ein nach Bedarf bespieltes Kellerkino mit 50 Plätzen. Die Projektion im Freilicht- und im Kellerkino erfolgt Digital. Im Freilichtkino bestehen 300 Sitze. Die Leinwände sind 35 m² im Freilichtkino und der Ton erfolgt Mono. Das Kellerkino hat Stereo-Ton und eine 20–m²-Leinwand. Hin und wieder wurden bereits vor 1999 Filmvorführungen auf der Insel durchgeführt, das Haus wurde als Station Junger Techniker genutzt. |
| Kamera-Lichtspiele Wilhelmshagen (Lage)                             | Rahnsdorf Erknerstraße 39                | 1939–1967 | Das Kino wurde von Kurt Degner am 14. Januar 1939 mit einer Gastwirtschaft in der Viktoriastraße 20 eröffnet. Die Kamera hatte 335 Plätze für Zuschauer und täglich gab es Vorstellungen. Zum Eröffnungstermin war die Installation zur Vorführung von Tonfilmen vorhanden. Der Standort befand sich 150 Meter vom S-Bahnhof Wilhelmshagen entfernt. Die linken Grundstücke 18–22 (gerade) zwischen Viktoriaplatz (Bahnhofsvorplatz) und dem Forstmeister (Gemarkung Hessenwinkel) gehörten bis 1936 der Deutschen Reichsbahn AG, bewohnt von Bahnangestellten. Diese Grundstücke wurden 1937 privat übernommen von der Rentiere Nielbock aus Karlshorst. Ab 1938 gehört Haus 18 dem Ingenieur Paul Luther. 1939 kaufte Kurt Degner das Haus 20 er wohnte in 22. Das Gebäude mit den „Kamera-Lichtspielen“ Viktoriastraße 20 (in 22 hatte Degner die Wohnung) blieb im Krieg unbeschädigt. Der Kinobetrieb konnte bald nach Kriegsende weitergeführt werden. Kurt Degner war in den nach dem Krieg nicht mehr der Inhaber der „Kamera“. Wilhelmshagen war Ortslage im sowjetischen Sektor und so wurde das Kino von der „Sovexportfilm GmbH“ in Berlin N 58 Milastraße 2 aus betrieben. „In der unmittelbaren Nachkriegszeit besitzt Sovexportfilm das Vertriebs- und Verleih-Monopol für die SBZ [… Filme müssen von] Sovexportfilm bestätigt werden, unabhängig von der Militärzensur der SMAD.“ Die Viktoriastraße wurde 1951 in Erknerstraße umbenannt. Sie endet knapp 100 m östlich vom Kinostandort an der Landjägerallee, einem 25 Meter breiten Gebietsstreifen der Berliner Nachbarstadt Erkner, 1400 Meter lang am Südrand der Bahnstrecke ragt der „Gebietsfinger“ auf Berliner Territorium. Mit der Übergabe von sowjetischen Besatzungsrechten an deutsche Behörden 1955 wurde der „VEB Berliner Filmtheater“ gegründet, der die Kamera in Wilhelmshagen betrieb. Mit dem 31. Dezember 1967 endete der Kinobetrieb. Das Gebäude und die Räume der Erknerstraße 39 wurden im Folgenden anders genutzt. Seit 2002 befindet sich im ehemaligen Kino eine Druckerei. Der unrestaurierte äußere Zustand des Gebäudes erlaubt noch eine Vorstellung von der Kinofassade. |
| Kinematographentheater (Lage)                                       | Niederschöneweide Brückenstraße 9        | 1909–1911 | 1909 eröffnete Robert Schonert im Neubauwohnhaus Brückenstraße 9 sein Kinematographentheater als ältestes Kino in Ex-Bezirk Treptow, es dürfte sich um ein kleines Ladenkino gehandelt haben. Im Vorjahr war Robert Schonert der Inhaber der Lederwarenfabrik Robert Schonert und Co. in der Brückenstraße 3. Schonerts Kintopp mag nicht gut gelaufen sein, denn schon im Folgejahr ist er nicht mehr in der Brückenstraße 9 und unter den Niederschöneweider Gewerbetreibenden eingetragen. Statt Kinobesitzer Schonert in Niederschöneweide ist im Berliner Adressbuch 1911 der Lederarbeiter Robert Schonert in Rixdorf Weisestraße 12 unter den Einwohnern Berlins und seiner Vororte notiert. Der Kinobetrieb wurde 1910/1911 wieder eingestellt. In den Räumen wurden Zwischenmauern eingezogen und die Räume als Ladengeschäft weiterhin genutzt. Die Brückenstraße liegt in der Zählung vom S-Bahnhof Schöneweide zur Treskowbrücke, und fast alle Altbaugebäude, insbesondere das Haus 9 und Brückenstraße 3, blieben in der Kriegs- und Nachkriegszeit erhalten. Das viergeschossige Wohnhaus wurde wie die Nachbarhäuser nach 1990 saniert und verfügt im Erdgeschoss über Ladengeschäfte. |
| Kulturhaus-Lichtspiele (Lage)                                       | Oberschöneweide Wilhelminenhofstraße 68  | 1952–1962 | Im Herbst 1950 wurde in Oberschöneweide „für die Werktätigen, für die Träger unserer jungen demokratischen Republik“ das „Haus der Kultur“ mit einem Konzertsaal für 900 Personen eröffnet. Es entstand im ehemaligen Wirtschaftsgebäude (Wilhelminenhofstraße 68) der Akkumulatorenfabrik Oberschöneweide. „… die große Empfangshalle des neuen ‚Hauses der Kultur‘ wird in sandfarbenem Kunststein einladend leuchten und sich in ihrer einfachen, architektonisch schönen Form als Symbol unseres Kampfes um Frieden, Einheit und Aufbau präsentieren. Hinter zwei Säuleneingängen liegen, wo einst Wasch- und Umkleideräume waren, Kassenschalter und Garderoben. Für die Wirtschaftsräume der Akkumulatorenfabrik, die in diesem Hause untergebracht waren, wurde bis zum 1. Mai [1949] durch Um- und Ausbau eines anderen Werkgebäudes Platz geschaffen. Von der Empfangshalle und den Garderoben geht es durch Glastüren in das neu angebaute geräumige Treppenhaus. Der 450 Quadratmeter große Ausstellungsraum im ersten Stock ist bis auf die Inneneinrichtung fertig. […] Einen großen Teil des zweiten und dritten Stockwerks nimmt der 900 Personen fassende Konzertsaal mit indirekter Deckenbeleuchtung und einer etwa 100 Quadratmeter großen Bühne ein, hier befand sich früher ein Speisesaal. Ein Vorführraum mit zwei Kinoapparaturen wird die Durchführung von Filmveranstaltungen im Saal ermöglichen.“ Nach den Filmankündigungen in der Berliner Zeitung begannen reguläre Filmvorführungen im Kulturhaus 1952 und wurden letztmals am 16. November 1962 für die Folgewoche angekündigt. Das Kino befand sich im „Kulturhaus des Werks für Fernsehelektronik“. Der Klinkerbau des Kulturhauses vom Werk für Fernsehelektronik befand sich links der Einfahrt zum Werksgelände Ostende-/ Slabystraße (vormals Akkumulatorenwerk Oberschöneweide, VEB Akkumulatorenfabrik Oberschöneweide). Das Ende des Kinobetriebes im Kulturhaus mag an Strukturänderungen des volkseigenen Trägerbetriebs begründet gewesen sein. Andererseits wird der Rückgang der Besucherzahlen in Zeiten der Kinokrise den Ausschlag gegeben haben. Die Gewerbefläche werden von der GSG gGmbH verwaltet. Auf dem Grundstück steht das Atelierhaus „Haus 15“ des BBK Berlin. Das ehemalige Kulturhaus 68 gehört mit den Nachbarhäusern zur denkmalgeschützten Gesamtanlage „Akkumulatorenfabrik Oberspree, Afa“ Teile des ehemaligen Kulturhauses werden als „Haus Strohhalm“ von der AWO für die Wohnungslosenhilfe genutzt. |
| Kino Spreehöfe ---- Kinowelt Spreehöfe Kino im Wellness Club (Lage) | Oberschöneweide Wilhelminenhofstraße 89  | seit 1998 | Mit dem Mauerfall gab es Änderungen auf dem Industriegebiet zwischen Wilhelminenhofstraße und Spree, so wurde westlich der Edisonstraße auf 88/89/89a/90 der Gewerbepark Spreehöfe in Mischnutzung eingerichtet. In den Spreehöfen wurden zwei ehemalige Produktionshallen der Allgemeinen Deutschen Metallwerke (zwischenzeitlich genutzt von BMHW) auf dem Grundstück Wilhelminenhofstraße 89 (Haus 7) zu einem Kino mit fünf Sälen umgebaut. Darin wurde im September 1998 die „Kinowelt in den Spreehöfen“ durch den Filmrechtehändler „Kinowelt Medien AG“ über dessen Kinobetrieb-Tochterfirma „Kinopolis“ in Oberschöneweide eröffnet. Die „Kinowelt Medien AG“ geriet 2001 an der Börse in Schwierigkeiten und beantragte im Dezember Insolvenz. „Am einzigen Kino in ihrem Bezirk fahren sie vorbei: Auf dem alten Betriebshof in Oberschöneweide herrscht keine Atmosphäre. In Berlin gibt es zurzeit 14 Multiplex-Großkinos sowie 87 kleinere Häuser. […] Ein harter Konkurrenzkampf tobt, die ersten Paläste geraten in Existenznot.“ Am 18. Oktober 2001 hatte ein neuer Betreiber das Fünf-Säle-Kino gekauft. Das Inventar der insolventen Kinopolis wurde vom Hauseigentümer Lothar Augusten als Sicherheit für ausstehende Mietzahlungen einbehalten. Der Name „Kinowelt“ für die Spielstätte führte zu einem Lizenzstreit, woraufhin in „Kino im Wellness Club“ umgetauft wurde. Dessen Konzept blieb weitgehend unbekannt und die Öffentlichkeitsarbeit war mäßig und es gab auch keine Webseite für das Kino. Daraufhin wechselte abermals der Betreiber am 2. Februar 2006 und nutzte den Standort wieder im Namen „Kino Spreehöfe“. Auf dem Industriegelände wurde 1998 als Foyer ein über dem Eingangsbereich aufgesetzter Glaskubus und ein rundgeschwungener verglaster Rückbau neugebaut. Beide Teile bilden eine Einheit, scheinen jedoch durch eine blaue Wand getrennt. An der Wand hängt ein vertikaler blauer Kinoschriftzug. Bei der Eröffnung hing da das Kinowelt-Logo. Im ersten Stock befindet sich ein großer Tresen mit dem Ticket- und Snacksverkauf. Im Glaskubus befinden sich Sitze und eine Bar mit Hockern mit Blick über den Parkplatz. Eine verglaste Brücke führt in das Backsteingebäude des sanierten und umfunktionierten Fabrikgebäudes, hier liegen die Säle 1 bis 3 und eine weitere verglaste Brücke führt in das gegenüberliegende Backsteingebäude mit Saal 4 und 5. In Saal 1 und 2 sind 3D-Vorstellungen möglich, die Projektionen erfolgen in allen Sälen digital und das Tonsystem ist Dolby Digital 5.1. Der Saal 1 ist mit 310 Plätzen der größte, Wände und Decke sind in schwarz, dazu Sessel und Rückwand in rot gehalten. Rote Neonstreifen über den Seitengängen leiten den Blick des Zuschauers auf die Leinwand. Im Saal 2 mit 180 Plätzen in zehn Reihen passen Deckenplatten in Blautönen zu den blauen Klappsessels, ergänzt durch Neonleuchtstreifen in blau als horizentales Band von der Rückwand zu den vorderen Reihen. Saal 3 mit 94 Sitzen ist durch türkise Klappsessel durchsprenkelt mit schwarzen Sessels designed. Der Saal 4 mit 90 Sitzplätzen wurde 2007 baulich verändert, indem fünf Reihen (90 Sitzplätz) ausgebaut. Hellgraue reflektiere Ablagen gestatten dem Gast Platz für Getränke und Essen zu finden. Die Wände sind blau, die Klappsessel schwarz, die halbrunde Decke besitzt schwarze ineinander geschobene Deckenelemente. Gegenüber von Saal 4 ist Saal 5 vom Grundriss gespiegelt, der Eingang erfolgt von hinten über einen Seitengang. Die Leinwände sind den Platz und Saalgröße angepasst. |
| Kino in der Sternwarte (Lage)                                       | Alt-Treptow 1                            | 1909–1995 | Die Sternwarte im Treptower Park entstand aus einer vorübergehenden Installation zur Gewerbeausstellung 1896 in Berlin. Im April 1909 wurde ein fester Neubau Ersatzbau der Gewerbeausstellung als durch Familie Archenhold eröffnet. In der Sternwarte fanden auch Filmvorführungen statt, bereits 1917 ist ein Kinotheater eingetragen. Populärwissenschaftliche Vorträge und Filmvorführungen begannen 1909 mit der neu gestalteten Sternwarte. 1918 sind für die Kinovorstellungen in der „Treptow-Sternwarte“ 500 Plätze und die Spieltage Samstag und Sonntag notiert. Der Direktor der Sternwarte und des eingebundenen Kinos war Dr. Archenhold. Von Archenhold wurde die Kinoeinrichtung auch für sein Fachgebiet eingesetzt. Friedrich Archenhold war der 1. Vorsitzende der „Kinematographische Studiengesellschaft“, „die die Veredelung und Vertiefung der Kinematographie erstrebt“. 1927 fehlt im Kino-Adressbuch ein Nachweis zu Film-Vorführungen, ab 1928 fanden die Vorstellungen am Mittwoch, sowie Sonnabend und Sonntag statt und ab 1930 gab es Filmvorführungen an vier Tagen (mittwochs, donnerstags, sonnabends und sonntags) vor den 450 Sitzplätzen im Kinosaal. Ab 1931 wurden Filme dann täglich außer am Montag und Freitag in der „Treptow-Sternwarte“ gespielt. Geschäftsführer und Inhaber der Treptow-Sternwarte mit dem Kino war nun der Direktor Günter Archenhold. 1934 wurde eine mechanische Musik und die Tonfilmeinrichtung von Kinoton installiert. Ab 1937 ist der Saal mit 420 Plätzen für die Kino-Vorstellungen täglich außer montags im Kino-Adressbuch aufgenommen. Als Inhaberin firmierte die „Treptow-Sternwarte“ bis 1938 unter Geschäftsführer Direktor Günter Archenhold. Er wurde ab 1939 durch Betriebsführer Egon Körth abgelöst, die Sternwarte von der Stadt Berlin übernommen. 1941 ist die Treptower Sternwarte mit 430 Plätzen und täglichen Vorstellungen im Besitz des „Volksbildungshaus Berlin E.V.“ mit Geschäftsführer Egon Körth eingetragen. Die „Treptower Sternwarte“ erhielt im Zweiten Weltkrieg einen Bombentreffer im Südwestflügel, wobei das Riesenfernrohr ohne schwere Beschädigungen blieb. Am 1. Juni 1948 wurde sie nach ihrem Gründer in „Archenhold-Sternwarte“ benannt. In der Nachkriegszeit wurden im Treptower Park die „Sternwarte-Lichtspiele“ mit 432 Plätzen für Zuschauer und täglich drei Vorstellungen bespielt. Das Kino wurde im Eigentum des Magistrats von Groß-Berlin durch Geschäftsführer Willi Noack betrieben. Die Kinotechnik war ein Projektionsapparat Erko IV und für den Ton der Verstärker von Klangfilm-Europa, hinzu kam die Dia-Einrichtung. Das „Kino in der Sternwarte“ wurde mit der Zentralisierung und Verstaatlichung der Kinos in Ost-Berlin weiterhin vom „VEB Berliner Filmtheater“ (Sitz Milastraße) betrieben. Mit der Umstrukturierung führte und betrieb die Bezirksfilmdirektion Berlin das Kino. Dadurch war es möglich das „Kino in der Sternwarte“ wie die anderen Ostberliner Filmtheater bei der Privatisierung durch die Treuhandanstalt nach der politischen Wende in die BFD Berlin GmbH zu übernehmen. Bei der folgenden Ausgliederung und dem Verkauf der einzelnen Spielstätten wurde die Archenhold-Sternwerte Inhaber des Kinos, der Filmbetrieb von Herrn Buckert geführt. Das Kino in der Sternwarte mit seinen 300 Plätzen wurde letztlich 1995 geschlossen. Zu diesem Zeitpunkt war das 1500 Meter entfernte und verkehrsgünstigere Multiplex in Treptow schon in Vorbereitung. Das zur 750-Jahr-Feier Berlins 1986 im Ernst-Thälmann-Park auf ehemaligen Gaswerksgelände im Prenzlauer Berg errichtete Zeiss-Großplanetarium bildete bis 2013 eine organisatorische Einheit mit der Sternwarte. Das dortige Kino wurde Mitte der 2010er Jahre rekonstruiert und wird aktuell im dicht besiedelten Ortsteil betrieben. Die besondere populärwissenschaftliche Funktion des Kinos zu astronomischen Themen wird durch den dortigen Kinosaal übernommen. |
| Lichtbild Theater ---- Photoscop Stereoscop (Lage)                  | Köpenick Alt-Köpenick 18                 | 1907–1915 | Schräg gegenüber vom Köpenicker Rathaus bestand das „Lichtbild Theater“ in der Schloßstraße 17. Der Straßenname Schloßstraße wurde 1939 zum Litzmanndamm, zwischemapId=k5_farbe@senstadtn 1945 und 1947 auf bezirklicher Ebene als Max-Betcke-Straße geführt und nach amtlicher Festlegung in Anpassung an weitere mehrdeutige Straßennamen 1947 als Alt-Köpenick benannt, durch die Umstellung der Hausnummerierung von fortlaufend auf wechselseitig ist die aktuelle Adresse Alt-Köpenick 18. Im Ladenkino des Achtmieter-Wohnhauses von Getreidehändler Schmaedig begannen 1907 die kinematographischen Vorstellungen mit Photoscop und Stereoscop. Das Kino wurde mit dem Neubau des Wohnhauses eingerichtet. Der Saal befand sich im rechten Seitenflügel. Betreten wurde er über einen kleinen Vorraum mit der Kinokasse, die Toiletten waren in den Anbau verlegt. In den 1910er Jahren betrieb Wilhelm Kellner aus der Flemmingstraße 8 sein „Lichtbild Theater“. Gegen die Konkurrenz in der Köpenicker Altstadt bestand der Kinobetrieb, bis er im ersten Kriegsjahr 1915 beendet wurde. Seither befanden sich in den Räumen des Ladenkinos meist Ladengeschäfte. Im nach der politischen Wende rekonstruierten und sanierten Altbau befindet sich im Erdgeschoss links von der Toreinfahrt ein Bäckereiladen, der 100 Jahre zuvor der Raum für die kinematographischen Vorstellungen im Zentrum der Stadt Köpenick im Kreis Niederbarnim gewesen sein kann. |
| Lichtpalast ---- Kaiserhof-Lichtspiele (Lage)                       | Köpenick Grünstraße 10                   | 1913–1967 | An der Südseite der Grünstraße in der Altstadt Köpenick stand bis in die 1960er Jahre der „Lichtpalast“. Ursprünglich befand sich in der Grünstraße 10 das „Hotel Kaiserhof“. Das Gebäude wurde 1875 vom Maurermeister Friedrich Lahne entworfen und im Auftrag von Gastwirt C. Streichhan erbaut. Der Saalbau des Kaiserhofs schloss unmittelbar an ein Quergebäude an. Im Jahr 1913 eröffnete Wilhelm Kellner im Tanzsaal des Hotels die Kaiserhof-Lichtspiele. Als Inhaber ist „W. Kellner Lichtbild-Theater“ (Flemmingstraße 8) eingetragen. Das Kino besaß zu Beginn 400 Plätze und tägliche Vorführungen. Der Bildwerferraum war direkt hinter der Leinwand. Der Saaleingang erfolgte vom Hof in den Saal mit zwei Sitzblöcken, Bühne und Orchestergraben. Ein Büfett ermöglichte ab 1916 die Bewirtschaftung des Kinematographnetheaters. 1920 waren Georg Schwarz und Max Friedrich die Kinobesitzer und nannten 535 Plätze im Kinosaal. Doch schon 1921 wurde die „Lichtspiel-Union Fürst & Co. KG“ aus Berlin, die 600 Sitzplätze angaben. 1922 wurde die Direktprojektion zur Verbesserung des Filmerlebnisses eingerichtet. Für 1924/1925 wurde Reimann/Reinhert mit 450 Plätzen als Inhaber angegeben. Ab 1927 besaßen H. Baumgarten und A. v. Hetees (H. Etéé) aus Berlin das Köpenicker Kino. Sie führten es unter dem Namen Lichtpalast mit täglichen Vorstellungen bei 520 bis 600 Plätzen. Diese Erhöhung der Sitzplatzanzahl wurde möglich als vier seitlichim Raum stehende Säulen entfernt wurden. Es gab eine Bühne von 10 m × 6 m Größe und sechs Kinomusiker untermalten die Stummfilme akustisch. 1929 wurde die Kasse in das daneben liegende Stallgebäude verlegt und das Foyer vergrößert. 1931 installierte Walter Feindt (Berlin-Köpenick) als Inhaber die Tonfilmeinrichtung von Tobis/Klangfilm. Ab 1933 als „Vereinigte Lichtspiele Walter Feindt“ mit dem Sitz in Köpenick, Walter Feindt & Co, Kommanditgesellschaft. Seit der zweiten Hälfte der 1930er Jahre mit 427 Plätzen. Die Lichtspiele wurden (wohl mit kurzer Unterbrechung 1945/1946) von Walter Feindt auch in den Nachkriegsjahren geführt. Das Quergebäude und Seitenflügel waren im Krieg stark beschädigt worden, aber der Kinobetrieb war möglich. Im Jahr 1950 sind für den „Licht-Palast“ von Walter Feindt 595 Plätze angegeben. An den Wochentagen gab es zwei am Samstag drei und am Sonntag vier Vorstellungen. Für die mit 8 m × 6 m × 6 m ausgewiesene Bühne bestand eine Opern- und eine Theaterkonzession. Im Zuge der Verstaatlichung der Kultureinrichtungen und damit der Lichtspielhäuser übernahm ab 1958 der VEB Berliner Filmtheater den „Lichtpalast“ vom privaten Kinoinhaber Walter Feindt. Der Kinobetrieb wurde bei nachlassenden Besucherzahlen und entstehendem Bauaufwand sukzessive ab 1964 verringert. Am 31. Dezember 1967 endete der Kinobetrieb. Das (ehemalige) Hotel zum Kaiserhof ist als Baudenkmal im Ensemble „Altstadt Köpenick“ aufgenommen. Der Saal im hinteren Teil des Grundstücks Richtung Kietzgraben ist nicht mehr vorhanden, die Kriegsschäden mit zunehmenden Rissen und die sich neigende Ruinenwand ließen den Filmbetrieb zu. Doch die Bauschäden waren letztlich Teilgrund der Schließung 1967. Auf diesem Teil des Grundstücks wurde 1979–1981 beim Ausbau der „Umfahrung Altstadt Köpenick“ die Müggelheimer Straße in zwei Fahrbahnen je zweispurig mit Mittelstreifen angelegt. |
| Lichtspielbetrieb (Karl Westphal) (Lage)                            | Plänterwald Am Treptower Park 31         | Beginn 1950er Jahre | Ein Wohnhaus mit Gebäuden in der Grundstückstiefe. |
| Lyra-Lichtspiele (Lage)                                             | Rahnsdorf Am Mühlenfließ 8               | 1952–1962 | Nach den Programmankündigungen der Berliner Zeitung gab es Filmvorführungen seit 1952. Das letzte Programm wurde am 13. Dezember 1962 angekündigt. Zum Kino sind keine weiteren Angaben vorhanden. Die Spielstätte im vorhandenen Bau einer ehemaligen Gaststätte war über den Alten Hegemeisterweg 300 Meter von der Straßenbahnendhaltestelle. Der S-Bahnhof war knapp einen Kilometer entfernt. Vormals lag in der Ortslage „Rahnsdorfer Mühle“ auf diesem Grundstück an der Königin-Luise-Straße (vor 1938) bis in die Kriegsjahre das „Wirtshaus“. Ab Frühjahr 1943 wurde es als Unterkunft für Zwangsarbeiter des AEG-Transformatorenwerks Oberschöneweide requiriert. Das Gebäude wurde in den 1960er und 1970er Jahren von einer kirchlichen Einrichtung genutzt. Als Ende der 1980er Jahre das Wirtshaus-Gebäude zum Wohnhaus 8 umgebaut wurde, zog die Wohnstätte der Berliner Stadtmission in einen Neubau des benachbarten Grundstücks Woltersdorfer Weg 12. Unter dieser Adresse befindet sich auch eine Fliesenfirma. |
| Niederschöneweider Lichtspiele (Lage)                               | Niederschöneweide Flutstraße 1           | 1912–1931 | Das Eckhaus Berliner Straße 121 zur Flutstraße (und Fließstraße) war 1911 als Neubau des Architekten Schewe aus Charlottenburg errichtet worden. Mit dem Neubau bestand im Haus die Möglichkeit für ein Lichtspieltheater. Für das 1912 der Kinobesitzer P. Leif in der Flutstraße 1 notiert wurde. Jedoch ist Leif 1913 nicht mehr im Eckhaus Berliner Straße 121 / Flutstraße 1 des Architekten Schewe angegeben. Die späteren Inhaber gaben zudem im Kino-Adressbuch als Beginn ihrer Lichtspiele 1914 vor. Allerdings ist im Berliner Adressbuch Max Reek mit dem Kinotheater in der Flutstraße 1 bereits 1914 nachgewiesen und noch 1920 im Kino-Adressbuch genannt. Das Kino hatte 170 bis knapp über 200 Plätze und wurde nach Angabe im Kino-Adressbuch 1920 „besonders im Winter“ täglich bespielt, wobei für 1920 von Max Reek noch 425 Plätze genannt wurden. Nachdem (wohl) das Kino 1921 geschlossen war und es keinen Eintrag gab, wurde Hermann Hucke ab 1924 als Inhaber genannt: 200 Plätze, tägliche Vorstellung, zwei Programme je Woche. Ab 1927 wurde Eberhard Marquardt aus N24, Friedrichstraße 107, als Kinobesitzer genannt, doch Kaufmann Max Reek wohnt noch im Haus Berliner Straße 121. Bis 1931 sind die Niederschöneweider Lichtspiele von Marquard im Kinoadressbuch notiert: Berliner Straße 121, Gründungsjahr 1914, tägliche Vorstellung, 164 Plätze. Bei der geringen Größe war (wohl) eine Umstellung auf eine Tonfilmeinrichtung nicht rentabel. Der Betrieb des Kinotheaters wurde laut Kino-Adressbuch 1931 eingestellt, im Berliner Adressbuch ist der Kinobesitzer Marquardt noch für 1931, nicht mehr für 1932 aufgenommen. Die Berliner Straße wurde 1947 in Schnellerstraße umbenannt, die Hausnummerierung blieb dabei erhalten. Nach den K4-Karten in Histomap-Berlin blieb das Haus Flutstraße 1 erhalten, während der größere Teil von „Berliner Straße“ 121 verloren ging. Das verbliebene heruntergekommene Wohnhaus an der Ecke wurde 2004–2008 als „Lokales Soziales Kapital“ des Vereins Sonnenhaus e. V. saniert und rekonstruiert. Die Grundfläche von (seit 1947) Schnellerstraße 121 ist eine Grünfläche an das Nachbarhaus Schnellerstraße 120. |
| Oberschöneweider Lichtspiele (Lage)                                 | Oberschöneweide Wilhelminenhofstraße 51  | 1908–1927 | „Oberschöneweide. W. Scholz eröffnete Wilhelminenhofstrasse 51 ein ‚Theater für lebende Photographien‘.“ () Das Haus Wilhelminenhofstraße 51 steht auf dem Eckgrundstück mit Mathildenstraße 1. Die Oberschöneweider Lichtspiele mit 140 Sitzplätzen sind noch 1918 für den Kinobesitzer Willy Scholz im Kino-Adressbuch aufgenommen, er gab offensichtlich in den Räumen der Schankwirtschaft tägliche Vorstellungen von Stummfilmsequenzen. Nach ihm folgte auf das Jahr 1920 ein Inhaberwechsel. Vom neuen Besitzer der Schankwirtschaft und des Kinos Otto Lange wurden 180 Plätze angegeben, im Folgejahr 1921 wurde nur noch an drei Tage bespielt. Nach der Inflationszeit gibt das Kino-Adressbuch ab 1924 Wilhelm Kollekowski als Lichtspielinhaber an: 178 Plätze, tägliche Vorstellungen, zwei Programme je Woche. Inhaber im Jahr 1927 ist H. Stresau. Danach wurde der Kinobetrieb eingestellt, wobei der Wechsel des Hausbesitzers Ursache gewesen sein könnte. Im Adressbuch ist 1927 noch H. Stresau als Gastwirt in der Mathildenstraße 1 und auch Wilhelminenhofstraße 51 aufgenommen, er ist im Folgejahr umgezogen als Kaufmann in die Oranienstraße. Das Eckhaus ist als sanierter Altbau fünfgeschossig durch den Dachgeschossausbau erhalten. Die Kinoräume der Schankwirtschaft besaßen einen Eingang von der die in fünf Meter Breite schrägen Hausecke. Die damaligen Räume bestehen im Erdgeschoss noch und werden von der Wilhelminenhof-Apotheke (Stand 2010er Jahre) genutzt. |
| Paradies-Lichtspiele (Lage)                                         | Bohnsdorf Buntzelstraße 72               | 1932–1934 | Die Grundstücke der Bahnhofstraße wurden 1931 zur Buntzelstraße einbezogen, dabei wurde von Hufeisenform auf wechselseitige Zählung umnummeriert. Bahnhofstraße 12 wurde dadurch zur Buntzelstraße 72. Außerdem wurde der Ortsteil Bohnsdorf bei der Bezirksreform 1938 vom Verwaltungsbezirk Köpenick nach Treptow übergeben. Die Paradies-Lichtspiele in Bohnsdorf bestanden nur kurzzeitig. Das Gebiet südlich von Buntzel- und Dahmestraße gehörte zur Arbeiterbaugenossenschaft „Paradies“, woraus der Kinoname folgen könnte. Inhaber des Kinos in der Buntzelstraße 72 war nach Reichs-Kino-Adressbuch die „Vereinigte Lichtspiele Bohnsdorf, Walter Holze“. Walter Holze hatte zu Beginn der 1920er Jahre einen Maschinenbau Waltersdorfer Straße 70/71. Für das „Paradies“ existierte mit der Eröffnung eine Tonfilmeinrichtung von Kinoton. Als Jahr der Eröffnung nannte Holze im Kino-Adressbuch 1932. Nach dem Vergleich der Darstellung auf dem „Stadtplan von Berlin“ Karte 3013 wurde zwischen 1930 und 1937 das Gebäude erweitert. Das Eckgrundstück „Bahnhofstraße 11/12“ wurde um 1931 in die Grundstücke Buntzelstraße 72 und 70 (letzteres mit Gartenstadtweg 226) aufgeteilt. Das Kino „Paradies“ von Holze besaß 200 Plätze und es gab Filmvorführungen an zwei Tagen der Woche. Das „Paradies-Kino“ bestand bis 1934 an dieser Adresse. Spätere Einträge gab es im Kino-Adressbuch nicht mehr. Die Gaststätte blieb jedoch bestehen, wobei während der Kinozeit der Gastwirt gewechselt hatte: 1932 war es Martin Madry, 1934 wurde es Else Albrecht. Im Zweiten Weltkrieg diente das Restaurant Albrecht als „Ausländerheim“ für Zwangsarbeiter der AEG. Nach den 1970er Jahren wurde das Gebäude der vormaligen Gastwirtschaft, in der sich auch das Kino befunden hatte, abgerissen. Das Grundstück Buntzelstraße 72 wurde in jüngerer Zeit geteilt und darauf die Siedlungshäuser 72, 72a und 72b erbaut. |
| Parklichtspiele (Lage)                                              | Alt-Treptow Am Treptower Park 20         | 1920–1925 | Friedrich Bley aus Lichtenberg hatte 1920 die Park-Lichtspiele im Gaststättensaal eröffnet. Das Kino bot 265 bis 300 Zuschauern Platz, es gab tägliche Filmvorführungen. Im Jahre 1925 endeten die Vorstellungen und Bley stellte den Kinobetrieb ein. Das Haus gehörte im Zeitraum des Kinobetriebs den Gebrüdern Huth aus der Oranienstraße 196, es wurde von Gastwirt Wolfram verwaltet, der hier seine Gastwirtschaft hatte. Das Gebäude auf dem Grundstück Am Treptower Park 20 gehörte zur Stiftung der der preußisch-jüdischen Hofjuweliersfamilie Ephraim von 1803. Das Haus mit der Gaststätte Am Treptower Park 20 stand mit einem Hintergebäude bis an die Bahnstrecke symmetrisch zum Haus 19. Das Gebäude am Kinostandort und die beiden Nachbarhäuser wurden im Krieg zerstört. Die Fläche wurde nach der Enttrümmerung mit einer viergeschossigen Wohnzeile Am Treptower Park 18–20 (fortlaufend) neu bebaut. |
| Rex (projektiert) (Lage)                                            | Baumschulenweg Köpenicker Landstraße 208 | 1939 (nicht ausgeführt) | Zwischen Baumschulenweg und Treptow am Plänterwald entlang wurden in den 1930er Jahren Wohnbebauungen mit öffentlichen Geldern erbaut. Der Architekt Alfred Gerschel plante 1939 den Bau eines eigenständigen Kinobaus mit 1100 Zuschauerplätzen. Auf einem unbebauten Grundstück im Verwaltungsbezirk Treptow an der Köpenicker Landstraße zwischen Baumschulenweg und Treptow sollte dieser entstehen. Die Wohnblöcke auf der anderen Straßenseite zu beiden Seiten des Lakegrundes (187–207, 211–219) bestanden bereits. Die Baupolizei verweigerte ihm allerdings die Baugenehmigung mit Verweis auf fehlende Arbeitskräfte und den Baustoffmangel. Die dreiteilige Fassade war an einem Flachbau vorgesehen, der ein Walmdach über dem Saal trägt. An der Front waren zwei Seitenteile mit je drei Fenstern und eine höhere fünfachsige Pfeilerhalle mit dem Kinonamen und dem Eingang projektiert. Das Foyer und die Kassenhalle mit Ausschank und Garderobe führten mit zwei Seitengängen in den Zuschauersaal. Hier waren dicht bestuhlt das Zuschauerparkett und ein steil ansteigendes Hochparkett vorgesehen, in das ein Zugang direkt vom Foyer führte. Im Buch Kinoarchitektur Seite 204 ist ein Bild der Fassade und der Entwurtf des Grundrisses angegeben. Das Grundstück 208 lag noch unbebaut gegenüber vom Lakegrund an der Südwestseite der Straße zwischen Grundstück 150 an der Eichbuschallee und dem Wohnblock 220ff. zur Trojanstraße. Auf den Flächen zwischen Landstraße und Bahnstrecke wurden Sportplätze eingerichtet. Durch die Kriegsereignisse setzte die Wohnbebauung aus, die Flächen blieben unbebaut. Die Kriegsereignisse beeinflussten die Sportplätze nicht. In den 1960er Jahren wurden diese nach Willi Sänger als „Willi-Sänger-Sportanlage“ benannt. |
| Saalkino Bohnsdorf (Lage)                                           | Bohnsdorf Waltersdorfer Straße 100       | 1920 | Um 1920 bestand in Bohnsdorf/Mark ein weiteres Kino. Der Ort gehörte vor der Eingliederung nach Groß-Berlin in den Verwaltungsbezirk Cöpenick zum Kreis Niederbarnim. In der „Kolonie Falkenhorst“ waren im Reichs-Kino-Adressbuch vom Verlag der Lichtbildbühne, dritter Jahrgang 1920/21 unter der Ortsangabe Bohnsdorf i. Mark, Brandenburg die Bohnsdorfer Lichtspiele in der Riedelstraße 1 von Isidor Kowalski aufgenommen. Das Kino besaß 75 Plätze und gespielt wurde Freitag, Sonnabend, Sonntag. Die Waltersdorfer Straße hieß (vorzugsweise) in ihrem nördlichen Abschnitt Riedelstraße. Der Straßenname war amtlich 1925 noch verzeichnet, jedoch im Berliner Adressbuch (wo Bohnsdorf erst mit der Eingliederung zu Groß-Berlin auftaucht) ist er nicht angegeben. Im Volksmund noch bis Anfang der 1930er Jahre gebräuchlich. Die Zuordnung des Grundstücks 1 der Riedelstraße war dabei nicht eindeutig möglich. Die Waltersdorfer Straße ist im Berliner Adressbuch 1922. Bei der angegebenen Anzahl der Sitzplätze und den zwei Vorstellungen je Woche war der Kinostandort von Isidor Kowalski Waltersdorfer Straße 100 – der einzigen Gaststätte dieser Straße. Das „Wirtshaus Paradiesgarten“ von Gastwirt Heimann mit dieser Adresse stand Ecke zur „Elsterstraße 12“, seit 1931 → Elsterstraße 31. Der Gastwirt Isidor Kowalski selbst war 1921 in O 17 (Friedrichshain), Müncheberger Straße 3 im IV. Stock gemeldet. erstmals dargestellt. Das bestehende dreigeschossige, vierflügelige Wohnhaus auf dem Grundstück Elsterstraße 31 ist offensichtlich nach den 1970er Jahren und nach dem Abriss des vorherigen Wirtshausgebäudes (in den 1990er Jahren – nach Google Earth vor 2000) erbaut worden und enthält keinen Bezug mehr zum Kinostandort. |
| Schloßtheater Kammer-Lichtspiele (Lage)                             | Köpenick Alt-Köpenick 31/33              | 1910–1922 | „Cöpenick b. Berlin. Im Saal des alten Ratskeller ist ein Kinematographen-Theater eröffnet worden.“ () Das Wohn- und Geschäftshaus Alt-Köpenick 31/33 am Schlossplatz wurde 1888 von den Architekten Fritsche & Prodöhl für Carl Streichhan errichtet. Bis zur Fertigstellung des neuen Rathauses 1904 befand sich der Köpenicker Ratskeller im Obergeschoss des Hauses. 1910 eröffnete nach einem Umbau H. Kuhlbrodt ein Lichtspieltheater mit 260 Plätzen. Das Kino hieß nach der Lage Schlosstheater, wurde aber auch als Kammer-Lichtspiele (Schloßtheater) benannt. Nachdem das Haus im Laufe des Jahres 1920 geschlossen war, wurde es von Hans Weitenauer (Berlin SW., Yorkstraße 5) übernommen. Und noch 1921 wurden die Gebr. Kaltwasser aus Köpenick die Inhaber. Die wirtschaftlichen Turbulenzen der Inflation führten (wohl) zur Schließung des Kinos mit 200 Plätzen und täglichen Vorstellungen im Jahre 1922. Die Schloßstraße wurde wegen der Mehrdeutigkeit von Straßennamen umbenannt. Ab 1939 hieß sie Litzmanndamm, sei der Entnazifizierung im Jahre 1947 in Alt-Köpenick. Das Haus wurde 1951 ein weiteres Mal umgebaut und befindet sich an der Ecke von Alt-Köpenick mit der Grünstraße. Das Gebäude ist ein Bestandteil des „Ensembles Altstadt Köpenick“ und steht unter Denkmalschutz. Seit 1995 besteht wieder ein „Schlossplatztheater“, das als Theater die Tradition des Hauses als kulturelles Zentrum mit Konzerten, Theater- und Kabarettvorführungen wieder belebt. |
| Silvana ---- Lichtspiele Treptow+ + Lichtspielhaus (Lage)           | Baumschulenweg Baumschulenstraße 78      | 1912–1961 | Das viergeschossige Haus in der Baumschulenstraße mit Dreiecksgiebel an der Straßenfassade wurde 1897 erbaut und beherbergte eine Gastwirtschaft mit Saal. Im Jahre 1912 begannen die Filmvorführungen als Ergänzung zum Restaurationsbetrieb im Vorderhaus. Im Kriegsjahr 1916 wurde das „Lichtspielhaus Treptow“ von Dröscher im Tanzsaal eröffnet, der Seitenflügel wurde zum Foyer. Das Kino, auch als „Lichtspielpalast Treptow“, besaß 460 Plätze für Zuschauer und es gab tägliche Stummfilmen-Vorführungen mit zwei Programmen je Woche. Bis 1920 war Martin Dröscher aus Neukölln, Hermannstraße 211 der Kinobesitzer, ihn löste 1921 August Beuth aus Karlshorst, Gundelfingerstraße 26 (ab 1924 Waldowallee) als Inhaber ab. 1917 kamen Schankraum Gast- und Billardzimmer zum Kinobereich. Im bevölkerungsrecisten Teil von Treptow wurde das Kinotheater erfolgreich betrieben. Ab 1932 kam der Name „Filmpalast Baumschulenweg“ auf und 1938 benannten die Zachers das Lichtspieltheater als „Silvana“. Der Kinosaal wurde 1928 von Beuth auf 491 Plätze erweitert, zu anderen gab es allerdings nur noch vier Spieltage. 1930 übernahm der Kinounternehmer Hermann Zacher (Eichwalde) das „Lichtspielhaus“ und stellte bei vier Tagen mit Filmvorführungen für Zuschauer 421 Plätze bereit. 1931 wurde die Tonfilmeinrichtung installiert. Diese stammt 1931 im Gegensatz zu den meisten Berliner Tonfilmkinos von Gaumont, allerdings ist 1932 eine Tonfilmausrüstung von Kinofilm genannt. Auch wurden ab 1932 wieder tägliche Vorstellungen gegeben. Es gab eine Bühne von 36 m². Eher werbewirksam war wohl die Angabe von 800 Sitzplätzen im Jahr 1934, zumal die Bühnengröße da mit 40 m² genannt wurde. Zeitweise führte wohl wieder Grete Zacher das Kino. 1937 erfolgte ein Umbau, wobei der Innenraum betroffen war. Das Foyer im Vorderhaus führte nunmehr durch neu errichtete Logen in den Zuschauerraum. Nach Umbau wurden 530 Plätze im Silvana von Hermann und Grete Zacher und 1940 nochmals erhöht 545 Plätze im Kino-Adressbuch eingetragen. Ab 1940 führte Grete Zacher als Inhaberin aus Karolinenhof das Kino, während Hermann Zacher Kaufmann war. Das im Krieg unbeschädigte Haus 78 hatte einen langen linken Seitenflügel, zum Hof gibt es eine Tordurchfahrt. Die Silvana-Lichtspiele wurden in den Nachkriegsjahren als private Spielstätte von Grete Zacher weitergeführt. Der Kinobetrieb wurde im Juni 1961 eingestellt. Einerseits bestanden durch die sinkende Besucherzahl in der Kinokrise der 1960er Jahre wirtschaftliche Probleme, eine Übernahme des privaten Betriebs durch den VEB Berliner Filmtheater war ausdrücklich ausgeschlage worden. Der Saal im hinteren Seitenflügel war mittlerweile baufällig geworden und wurde im Laufe der 1960er Jahre abgerissen. Das Vorderhaus und ein Teil des Seitenflügels blieb erhalten. Trotz der vorliegenden Abrissgenehmigung blieben die Räume des vormaligen Kinos erhalten. Ab 1979 befand sich im vorderen Haus das „Studio für Bildende Kunst“ mit Galerie. In den 2000er Jahren erfolgt die Nutzung im Erdgeschoss des viergeschossigen Vorderhauses durch ein Ladengeschäft. Im hinteren Bereich des Grundstücks ist ein Spielplatz eingerichtet. Der vom Kino genutzte Bau im Borderhaus und Hof ist noch vorhanden. Im Vorderhaus besteht rechts die Tordurchfahrt und es befindet sich zu beiden Seiten vom Hauseingang je ein Ladengeschäft. Der linke Heimwerkerbedarf bietet noch den Anblick der Fassade wie zu Kinozeiten, die vormaligen Kästen der Filmwerbung wurden zu Schaufensters geformt und die Ladeneingangstür besitzt Breite und Höhe wie der Kinoeingang. |
| Stadttheater-Lichtspiele (Lage)                                     | Köpenick Lüdersstraße 12/14              | 1923–1925 | Am 14. Februar 1889 öffnete der Gastwirt und Hotelbesitzer August Klein das „Stadttheater Cöpenick“ in Kleins Hotel am Alten Markt gegenüber vom Friedrich-Wilhelm-Platz (seit 1947 Futranplatz). Vorrangig wurden Theateraufführungen gespielt, es wurden zeitweise Filme vorgeführt. In den Jahren 1923 bis 1924 die bevorzugte Nutzung als Kino. Das Stadttheater in der Friedrichstraße 6 bot unter den Gebrüdern Arndt Plätze für 500 Zuschauer. Es gab tägliche Filmvorführungen, im Kinoadressbuch sind für 1925 545 Plätze notiert. Inhaber des „Lichtspiel“-Theaters waren Friedrich und Albert Artelt aus Cöpenick (Friedrichstraße 6) und Friedrich Schroeder aus Friedenau (Handjerystraße 64). In der Friedrichstraße 6 gehörte „Kleins Hotel Stadttheater“ 1924 dem Hotelbesitzer Hermann Otto und verwaltet von Kaufmann Walter Otto. Die regelmäßige Nutzung als Kino endete 1925 wieder. 1951 wurde die Friedrichstraße in Lüdersstraße umbenannt, die Nummerierungsumstellung war die Adresse des Stadttheaters Lüderstraße 12/14. Das dortige Theatergebäude wurde bis 1956 wegen Baufälligkeit abgerissen. Das älteste Theater Berlins und erste Boulevardtheater der Hauptstadt zog in eine andere Spielstätte um. Beispielsweise führte das Theater am historischen Ort im Festsaal des Rathauses Köpenick Zuckmayers Stück „Der Hauptmann von Köpenick“ auf. Auf der lange Zeit unbebauten Grundfläche des abgerissenen alten Theaters wurde 2008/2009 ein drei-/viergeschossiges Wohnhaus mit Ladengeschäften im Erdgeschoss Lüdersstraße 14 erbaut mit den Wohnhäusern 12, 14a–14d in der Grundstückstiefe vom ehemaligen Theaterbau. Der Kinostandort ist somit überbaut. |
| Union Friedrichshagen (Lage)                                        | Friedrichshagen Bölschestraße 69         | seit 1913 | In der zentralen Straße von Friedrichshagen eröffnete die Besitzerin 1913 in einem 1872 erbauten seitlich angebauten Tanzsaal: das Union-Theater. Am 4. Mai 2013 feierte das Kino seinen 100-jährigen Geburtstag. Der 1872 als separates Gebäude gebaute Tanzsaal im Bürgerhaus wurde während des Ersten Weltkrieges zum Kino umgebaut. Befördert wurde dieser Umbau, da in den Kriegszeiten Tanz- und Konzertveranstaltungen verboten waren. Der Saal wurde durch das Bürgerhaus betreten, zur Straße hin gab es lediglich Fenster und keinen Eingang. Beim Umbau zum Kino wurde ein Rang eingefügt. 1922 erfolgte ein Umbau des Eingangs, er dadurch vom Restaurationsgebäude unabhängig wurde. Die breite Doppeltür mit dem Kinonamen darüber führte in Vorräume mit Kasse. Wegen Beschwerden des Bauaufsichtsamtes kamen Logen und erhöhte Sitzreihen in den Saal. Damals als Friedrichstraße 69 wurde durch Umbenennung in Bölschestraße 1947 die Adresse geändert, die Spielstätte blieb eines der letzten Traditionskinos Berlins und steht seit 1995 als Ensembleteil der Bölschestraße unter Denkmalschutz. Der hohe Saal und der 1920 eingebaute Rang sowie der große Freiraum vor der Bühne verleihen Großzügigkeit bei klarer räumlicher Gliederung. Die ehemalige Kutschendurchfahrt wurde 1920 durch einen Anbau (das Foyer) geschlossen. Das Lichtspieltheater von Georg Passow wurde täglich bespielt, die Anzahl der im Kino-Adressbuch angegebenen (amtlich zugelassenen) Plätze lag zwischen 300 und 400. Mit dem Umbau 1920 durch Peter Juncker wurde der Saal vergrößert. 1925 wurden 600 Plätze genannt, allerdings nur mit Vorstellungen an vier Tagen. Für 1928 sind im Kino-Adressbuch 528 Plätze notiert, tägliche Vorstellungen und der Inhaber Georg Passow nannte 1912 als Jahr der Gründung des Union-Theaters. 1929 wurden Curt Haupt und S. Liebling aus Berlin-Wilmersdorf Inhaber und ab 1931 waren es Anton Nagel aus Friedenau und Franz Dietrich aus S 59. Letztere installierten 1932 die Einrichtung von Kinoton zum Abspielen von Tonfilmen, tägliche Vorstellungen, 550 Plätze, Gründung 1912. Mitte der 1930er Jahre wurden Schmidt und Heinze aus Friedrichshagen die Inhaber, von denen Gerhard Sophus Schmidt das Union-Theater 1938 übernahm und es bis Kriegsende betrieb. Bombenschäden unterbrachen im Weltkrieg den Spielbetrieb. In den Nachkriegsjahren wurde das Union-Theater weiter betrieben „z.Zt. im Gesellschaftshaus“ in der Bölschestraße 137. Angegeben sind noch 1950 Vorstellungen an fünf Tagen der Woche. Nach Wiedereröffnung in den frühen 1950er Jahren zerstörte ein Feuer wiederholt Teile des Objekts und es wurde repariert. Die Materialknappheit nach dem Krieg und in der DDR ist noch an vielen Baudetails zu erkennen. Im Laufe der 1960er Jahre kam das „Union-Film-Theater“ lief der Betrieb Bölschestraße 69. Wie die anderen Ostberliner Kinos wurde es von der Bezirksfilmdirektion Berlin betrieben. 1990 im Jahr der politischen Wende wurde diese mit den enthaltenen Spielstätten zur BFD GmbH (Gleimstraße 32–35 in 1058 Berlin) privatisiert. Mit dem Auftrag der Treuhand zum Verkauf der Kinos wurden die Vollmann Filmtheaterbetriebe (14109 Berlin Schuchardtweg 9) Inhaber des „Union“. 1994 kaufte Wolfgang Lippert das Kino von der Treuhand und wollte sich damit einen Kindheitstraum erfüllen, aber aus den Umbauplänen wurde nichts. Im September 1998 schloss das Union letztlich. Im Jahr 2000 verkaufte Lippert das Haus an den Immobilienunternehmer Klaus Zahn, der es eigentlich abreißen wollte. Danach erwarb der Bauunternehmer Bernd Paulke das Kino und erneut drohte der Abriss. Doch im Jahr 2003 wurde das Union vom heutigen Betreiber Matthias Stütz wieder eröffnet, 2006 kaufte er das Kino bei einer Zwangsversteigerung. Der Saal verfügt über 150 Sitzplätze, 70 davon auf dem Rang. Die Sessel stammen aus dem 2003 geschlossenen „Hollywood“ am Kurfürstendamm. Im Jahr 2011 wurde Digitaltechnik angeschafft und die Errichtung zweier weiterer Kinosäle mit 70 und 80 Plätzen auf dem Innenhof wurde geplant. Am 18. Februar 2016 wurden die beiden neuen Kinosäle eröffnet. Die Bestuhlung stammt aus den verkleinerten Spreewald-Lichtspielen in Lübben. Der Neue Saal wurde hinter dem alten Saal errichtet und im Obergeschoss des Neubaus ein Studiokino. Im Februar 2016 war zudem die Berlinale für einen Tag im Union mit der „Berlinale goes Kietz“ zu Gast. Das Union wurde zum „Drei-Leinwand-Filmtheater“. - Alter Saal von 1873: 123 + 40 Plätze, Leinwand: 5 m × 10 m - Neuer Saal im Erdgeschoss: 87 Plätze, die Leinwand mit 3,7 m × 8,3 m, er ist akustisch entkoppelt, nächtliche Actionfilme oder laute Veranstaltungen lassen die Nachbarn ruhig schlafen. - Studiokino: 65 Sitzplätze, 2,5 m × 5,5 m große Leinewand, der Kellersaal wird im Tagesbetrieb nicht betrieben, verfügt über eine Tanzfläche, eine Bar und drei Sitznischen mit je 7 Plätzen. In allen drei Sälen wird der Ton in Dolby Digital 5.1 wiedergegeben, die Filmvorführung erfolgt digital, im alten Saal auch analog in 35mm. Alle Säle sind baulich voneinander akustisch entkoppelt. Das Foyer beginnt mit der Eingangstür an der Straße und erschließt alle weiteren Räume des Hauses. Es gibt einen acht Meter langen Bistrotresen mit zehn Barhockern, 22 Verzehrplätzen und den zweiten Foyertresen. Dort gibt es neben Kinokarten die im Kino üblichen Snacks, bei Veranstaltungen funktioniert der Kinotresen auch als Bar. Das Konzept eines Kaffeehaus-Kinos wurde umgesetzt. Die drei Kinosäle funktionieren als Kinosaal, sind aber auch multifunktional nutzbar. |
| Union-Theater (Lage)                                                | Köpenick Rudower Straße 2/4              | 1919–1943 | Der erste Name des Kinos und auch des Grundstückseigentümers der Bayernhof GmbH wird (wohl) auf eine Gastwirtschaft „Bayernhof“ (üblicher Name von Spezialausschank der Münchener Löwenbrauerei) Bezug genommen haben. Im Kino-Adressbuch 1920 sind die Bayernhof-Lichtspiele von Walther Gröning aus Berlin mit dem Geschäftsführer F. Gollerow aufgenommen, die als Jahr der Gründung 1919 angaben. Es gab tägliche Vorstellungen bei 350 Plätzen für Zuschauer. Nach dem für 1921 ein Eintrag fehlt, wurde das Union-Theater von Walter Feindt mit 550 Plätzen und 1925 im Besitz der Bayernhof GmbH mit 700 Plätzen notiert. Walter Feindt führte über die Bayernhof GmbH das Kino als Besitzer. Die Bayernhof GmbH ist Kino-Betreiber und Grundstückseigentümer und noch im Branchenteil der Adressbücher der 1930er Jahre aufgenommen, deren Inhaber ist W. Feindt. Walter Feindt führte das Kino als Inhaber über seine Vereinigte Lichtspiele Walter Feindt & Co., Kommanditges. ein, das Grundstück in der Rudower Straße bleibt der Bayernhof GmbH (Inhaber W. Feindt) als Eigentümer zugeordnet. Die Zählung der Grundstücke der Rudower Straße führt dazu, dass das Grundstück 1 zu Rudower Straße 2–4 (rechte Seite) nummeriert wurde. Es gab 509 Sitzplätze, tägliche Vorstellungen, zwei Programmwechsel und das Union-Theater hatte eine Bühne von 10 m × 7 m. Seit 1931 war die Tonfilmeinrichtung von Klangfilm vorhanden und es gab ein mechanische Musikanlage. Ab Mitte der 1930er Jahre lag die Zuschauerkapazität bei 691 Plätzen (angegeben sind auch 684 bis 700). Für 1935 ist die Firma „Walter Feindt Kino“ unter dem Sitz Köpenick Parrisiusstraße 12/14. Das „Union-Theater am Cöllnischen Platz“ wurde bei Luftangriffen zerstört. Nach dem Beräumen der Ruinen am Westrand des Cöllnischen Platzes befand sich auf Rudower Straße 2/4 und Oberspreestraße zunächst eine Brachfläche, wobei der Köllnische Platz nach Westen erweitert wurde. Die Grundstücksfläche des Union-Theater am Cöllnischen Platz ist ein Parkplatz. Der Köllnische Platz liegt am Westufer der Dahme an der Langen Brücke. An der Westseite des Köllnischen Platzes verweist eine Bronzetafel auf das Architektenkollektiv für die Bebauung des Platzes und umliegender Straßen, das 1986 den „Architekturpreis der Hauptstadt der DDR“ erhielt. |
| UT-Lichtspiele ---- Universum Urania (Lage)                         | Oberschöneweide Wilhelminenhofstraße 34  | 1928–1992 In dem Mehrparteien-Mietshaus von Gastwirt Otto Imberg, Wilhelminenhofstraße 34, wurden 1928 die „Urania Lichtspiele“ eröffnet. Das Haus an der Straßennordseite gegenüber vom Industriegebiet besaß zum Vorderhaus auch zwei ungleiche an die Nachbarhäuser angepasste Seitenflügel. Im Kino von Inhaber „Winke & Co.“ aus Zernsdorf gab es täglich Vorstellungen und ein Platzangebot von 429 Sitzen. Geführt wurde das „Urania“ von Max Berkhan. 1930 kauften die Kinobesitzer „Sedlak & Heimann“ diese Spielstätte, für die sie 500 Plätze im Kino-Adressbuch angaben. Die Teilhaber waren der Kaufmann Bernhard Heimann aus Berlin-Charlottenburg (Bretschneiderstraße 11) und der Direktor Karl Sedlak als Kinobetreiber. Beide erwarben und besaßen zur gleichen Zeit weitere Lichtspieltheater in Mitte („Filmpalast Börse“, „Biograph“, „Elite“ und das „Union“), in Wilmersdorf („Rote Mühle“, „Ravioli“), das „Elysium“ in Treptow, das „Fortuna“ in Wedding und die Weißenseer „Schlosspark-Lichtspiele“. Bis 1931 wurden Stummfilme von drei Musikern begleitet, es wurde auch eine Kinoorgel installiert. Das Kino ist mit 410 Plätzen angegeben und es gab eine 8-m²-Bühne. 1932 wurden die Urania-Lichtspiele von Anna Hoffmann übernommen, sie ließ eine Lichtton-Einrichtung einbauen, damit konnte das Programmangebot auf Tonfilme erweitert werden. Die täglichen Vorstellungen wurden beibehalten. 1934 wurde die Schöneweider Lichtspiel-Theater GmbH Inhaberin der „Universum-Lichtspiele“. Dieser GmbH folgten die beiden Kinounternehmer Karl Koeppen und Atilla Sajo im Jahre 1936 mit der U.T.-Lichtspiele Betriebsgesellschaft, wobei die Buchstabenkombination bezugnehmend auf die UFA-Theater=UT sowohl dem Urania- als auch dem Universum-Theater gerecht wurde. Das Wohnhaus 34 und der Kinosaal überstand die Luftangriffe unbeschadet. Koeppen und Sajo führten die UT-Lichtspiele durch die Kriegsjahre. Für die Nachkriegsjahre war Erna Sedlak die nachfolgende Inhaberin, die die UT-Lichtspiele bis in die 1950er Jahre privat führte. Mit der Verstaatlichung des Kulturbetriebs beim Aufbau des Sozialismus wurde auch dieses Ostberliner Kino als Betriebsteil in den VEB Berliner Filmtheater eingefügt. Die Änderung der Struktur führte zur Umbildung des „Volkseigenen Betriebs“ zur Bezirksfilmdirektion Berlin. Das Kino war in dieser Konstellation auf dem Stand der Technik gehalten worden und das U.T. hatte bei täglich drei Vorstellungen noch eine Kapazität für über 200 Zuschauer. Mit der politischen Wende 1990 wurde die Bezirksfilmdirektion Berlin zur privatrechtlichen „BFD GmbH“ umgeformt und von ihr wurden alle noch existenten Ostberliner Kinos, somit auch das „UT in der Wilhelminenhofstraße“, in Eigentum genommen und betrieben. 1991 verkaufte die BFD GmbH entsprechend ihrem Auftrag (durch die Treuhandanstalt) geeignete Filmtheater an Interessenten. Das UT kaufte die BELI Filmtheater Betriebsgesellschaft mbH mit Sitz in Weißensee Prenzlauer Promenade 6–8. Diese betrieb Konzeptkinos wie das „Intimes“ in Friedrichshain und das Volkshaus in Lichtenberg Der Kauf des Oberschöneweider Standortes mag sich nicht rentiert haben, denn der Kinobetrieb wurde 1992 eingestellt. Der aktuelle Nachnutzer der Räume war ein Drogeriemarkt. Im Haus besteht das „Suchthilfeprojekt Triathlon“ vom Märkischen Sozial- und Bildungswerk e. V. Das dreigeschossige Wohnhaus wurde saniert und rekonstruiert und entspricht in Fassade und Grundfläche dem Kinostandort, auch die ungleichen Seitengebäude bestehen noch. | |
| Völkerbund-Lichtspiele (Lage)                                       | Köpenick Grünauer Straße 80              | 1919–1920 | Die „Völkerbund-Lichtspiele“ werden in den vorhandenen Adressbüchern erwähnt. Die Größe des Kinos ist dabei mit 360 Plätzen angegeben, jedoch für 1920 lautet der Eintrag „z. Zt. geschlossen“. Als Adresse für 1920 ist Grünauer Straße 31 angegeben. Dieses Grundstück in Köpenick lag nach der um 1920 noch bestehenden Hufeisennummerierung nördlich neben dem Trockenplatz am Vollkropfgraben. Als Besitzer der Lichtspiele wurden Richard Mörtsch aus Berlin Schleswiges Ufer 10 und Dr. Beck aus Berlin Lindenstraße 104 angegeben. Die Verbindung des Kinonamens mit dem Völkerbund verweist (wohl) auf 1919 als Startjahr der Lichtspiele. Die Grundflächen der aktuellen Bebauung entsprechen der Situation von 1920, für ein Kino wären wohl Gebäude im Hof in Frage gekommen. |
| W.B.T.-Lichtspiele (Lage)                                           | Oberschöneweide Siemensstraße 18         | 1907–1943 | Das Kino befand sich im Eckhaus Siemensstraße 18 (zur Edisonstraße 51) gegenüber der Einmündung der Griechischen Allee. 1905 ist der Gastwirt Graul Hausbesitzer der Siemensstraße 18 mit zwei Aufgängen und 16 Mietern. Für die Eröffnung des Kinematographentheaters in der selbständigen Industriegemeinde Oberschöneweide im Kreis Niederbarnim wurde das Jahr 1907 im Kinoadressbuch eingetragen, teilweise wurde auch 1906 notiert. Die Filmvorführungen fanden anfangs wie damals üblich in der Gastwirtschaft statt. Im Jahre 1917 ist Max Reichelt, der Hauseigentümer auch Inhaber der W.-B.-T.-Lichtspiele in der Siemensstraße, die Abkürzung geht auf den Anfangsnamen „Welt-Biograph-Theater“ zurück. Gespielt wurde täglich außer an Donnerstagen, im Juni und Juli blieb das Kino geschlossen. Das Programm wurde am Freitag und Dienstag gewechselt. Die Eintrittspreise lagen bei 0,40 bis 1,00 Mark. Das Kino hatte eine Kapazität für 400 Zuschauer. 1919 ist Kinobesitzer Albert Köhler als Mieter im Hause, bislang waren unter den Mietern nur Gastwirte. 1920 ist Eduard Franke der Besitzer der „Welt-Biograph-Lichtspiele“ und es wurde täglich gespielt. Als Besitzer des Kinos folgte 1921 Fritz Seeger aus Lichtenberg mit seinem Pächter der Firma Stumpe & Co. aus Berlin, sie boten 272 Plätze an. Nach der Inflation wurde ab 1924 Johann Hoffmann bleibender Inhaber des „W.B.T.“ mit 272 Plätzen, täglicher Vorstellung und zwei Programme je Woche. Er nennt wiederum 1907 als Gründungsjahr und ein Podium von 5 m × 1,60 m, später eine Bühne von 9 m². Für die akustische Stummfilmuntermalung waren vier bis fünf Kinomusiker angestellt. 1932 wurde die Tonfilmeinrichtung von Kinoton installiert („WBT-Lichtspiele“). 1934 wurde wohl erweitert, es wurden 510, im Folgejahr 449 Sitzplätze von Johann Hoffmann im Kino-Adressbuch eingetragen. Nei den Luftangriffen wurden die Kinoräume beschädigt, wodurch der Kinobetrieb beendet war. Die Kriegsschäden wurden an den (einfachen) Altbauten beseitigt, Fassade und Grundriss blieben – bis auf die Verkürzung des Wohnhauses an der Edisonstraße 51 – unverändert. Unter der Adresse steht immer noch ein viergeschossiges Wohnhaus mit drei Wohnetagen und Ladengeschäften im Erdgeschoss, Siemensstraße 18a und 18b. Das Wohnhaus in der Reihung von der Edison- zur Siemensstraße wurde Anfang der 2010er Jahre (vergleiche Google earth 2008) renoviert und wohl auch saniert. |
| Wilhelminenhof-Lichtspiele (Lage)                                   | Oberschöneweide Reinbeckstraße 7         | 1919–1927 | Der „Wilhelminenhof“ war eine Ausflugsgaststätte am nördlichen Spreeufer westlich der Laufener Straße. 1814 hatte der Geheime Oberfinanzrat Reinbeck den ehemaligen „Quappenkrug“ erworben und schlossähnlich ausbauen. Umgeben von einem Park benannte er ihn – wie üblich – nach dem Vornamen seiner Frau Wilhelmine. Am Ende der Laufener Straße befand sich die Ablage (am Kaisersteg). Ab den 1890er Jahren siedelten am Restaurant „Wilhelminenhof“ Industriebetriebe mit dem Anschluss der Transporte über die Spree. Insbesondere entstand nahe der Schloßparkstraße das Transformatorenwerk der AEG. Die Grundstücke an der Schloßparkstraße wurden durch die Industrieanlagen attraktives Bauland. 1919 wurde auf dem Gelände der Schloßparkstraße 9 das „Lichtspiel-Theater Wilhelminenhof“ (Wilhelminenhof-Lichtspiele) eröffnet. Im Gewerbeteil zu Ober-Schöneweide wurden unter Kinematographische Vorstellungen 1919 Fritz Rohmann und für 1920 Schötensack mit der Adresse Schloßparkstraße 9 dem Grundstück bis zur Spree genannt. 1921 ist der Grundstückseigentümer Schloßparkstraße 9 die A.E.G.-Fabrik und neben anderen der Kaufmann F. Rohmann und der Gastwirt Krause notiert. Die Wilhelminenhof-Lichtspiele hatten tägliche Vorstellungen und sind mit 650 bis 600 Plätzen angegeben. Das Kinoadressbuch nennt als Inhaber für 1921 Alfred Rath und bis 1927 waren die Wilhelminenhof-Lichtspiele, dann jedoch unter Schloßparkstraße 7 aufgeführt. Die Kinovorstellungen wurden (wohl) wegen der Überbauung oder Umnutzung des Grundstücks für die Industriegebäude des Grundstückbesitzers AEG eingestellt. Die anfänglich zum Schloßpark Wilhelminenhof führende Schloßparkstraße wurde im Mai 1938 in Reinbeckstraße benannt, die Straße war auf 100 Meter bebaut, die restlichen 150 Meter bis zur Spree war Industriegelände geworden. Im Übrigen gehörte Oberschöneweide bis 1938 zum Verwaltungsbezirk Treptow, danach zum Verwaltungsbezirk Köpenick. Auf dem Gelände des Kinostandortes befinden sich Fabrikgebäude, insbesondere die Reinbeckstraße 9 mit Werkhallen, die Bebauung der Reinbeckstraße vor dem Industriegrenze sind an der Ostseite Wohnhäuser, 4–8 (gerade) sind öffentliche Gebäude. |